# Bergmannssprache

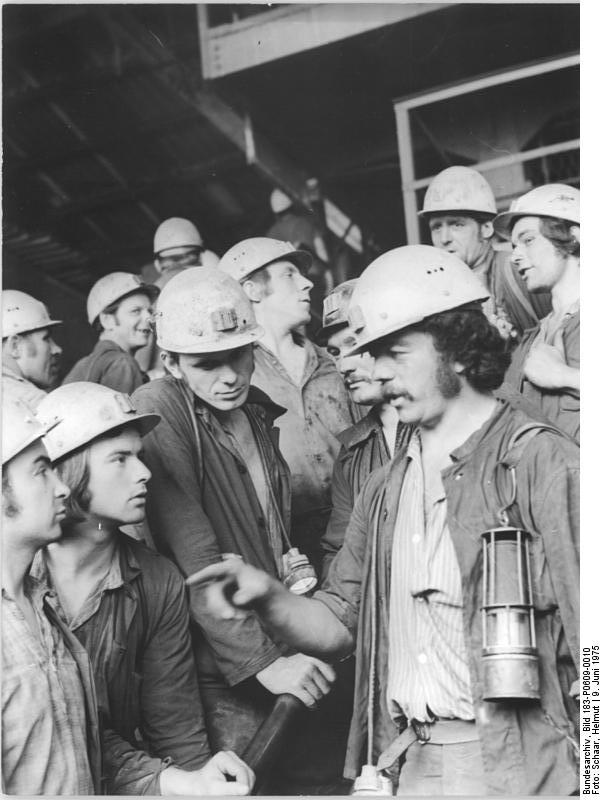
Bergleute im Gespräch

Die Bergmannssprache ist eine berufsgruppenspezifische Fachsprache (Soziolekt) im Bergbau. Sie zeichnet sich durch Schaffung und Entwicklung eigenständiger oder abgewandelter Termini aus. Neben vielen Fachtermini haben auch derbe Worte aus der Alltagssprache Aufnahme gefunden. Die Bergmannssprache gehört zu den ältesten Fachsprachen; bereits aus dem 13. Jahrhundert sind Ausdrücke belegt. Die Sprache ist über Jahrhunderte gewachsen und bewahrt dadurch häufig alte Wortformen und Bedeutungen, die in der modernen Sprache bereits ausgestorben oder verdrängt sind, wie sprachwissenschaftliche Vergleiche zeigen.
Die ersten Glossare der Bergmannssprache lassen sich zu Beginn des 16. Jahrhunderts finden. Bereits in der zweiten Auflage des Bergbüchleins von Ulrich Rülein von Calw aus dem Jahre 1518 findet sich ein achtseitiger Anhang zu „Bercknamen, den anfahrenden Bergleuten vast dienlich“, der die Unterschiede zwischen bergmännischen und allgemeinsprachlichen Ausdrücken erläutert. Besondere Bedeutung kommt den Schriften Georgius Agricolas zu, dessen 1528 erschienene Abhandlung „Bermannus, sive de re metallica dialogus“ („Gespräch vom Bergwesen“) unter anderem eine Liste von 76 Fachtermini enthält. Seine nach seinem Tod veröffentlichten „De re metallica libri XII“ („XII Bücher vom Berg- und Hüttenwesen“) (1566) enthalten ein umfangreiches Glossar bergmännischer Ausdrücke und Redensarten. Ab dem 17. Jahrhundert wurden echte Wörterbücher der Bergmannssprache veröffentlicht, etwa das bekannte „Ausgeklaubte Gräublein Ertz“ von G. Junghans (1680). Mitte des 19. Jahrhunderts umfasste der Wortschatz der Bergmannssprache vermutlich über 10.000 Wörter.
Da der deutsche Bergbau besonders im 18. Jahrhundert weltweit als führend in der Bergbautechnik galt, verbreiteten sich deutsche bergmännische Termini als Lehnworte in andere Sprachen, so z. B. ins Russische. Alexander von Humboldt verfasste seine geologischen Aufzeichnungen, entgegen seinen sonstigen Gewohnheiten, stets in Deutsch unter Verwendung der Bergmannssprache, um sich möglichst fachlich präzise ausdrücken zu können.

## 0–9
- 3/3-Betrieb (gesprochen Drei-Drittel-Betrieb, auch „dreidrittlig“): Schichtbetrieb, bei dem üblicherweise die Seilfahrt um 06:00, 14:00 und 22:00 Uhr stattfindet. Bei 6-Stunden-Betrieben auch 06:00, 12:00, 18:00 oder 7-Stunden Betrieben um 06:00, 13:00, 20:00 Uhr.
- 4/3-Betrieb (gesprochen Vier-Drittel-Betrieb, auch „vierdrittlig“): Schichtbetrieb, bei dem üblicherweise die Seilfahrt um 06:00, 12:00, 18:00 und 24:00 Uhr stattfindet.
- 5/3-Betrieb (gesprochen Fünf-Drittel-Betrieb, auch „fünfdrittlig“): Schichtbetrieb, bei dem die Abwechslung vor Ort stattfindet und lange Fahrungszeiten erforderlich sind. Üblicherweise findet die Seilfahrt um 06:00, 10:00, 15:00, 20:00 und 24:00 Uhr statt.
- 7-Stunden-Betrieb: Bei warmer Arbeit (mehr als 28 °C) wird die Schichtzeit durch die Klimabergverordnung (KlimaBergV) auf 7 Stunden begrenzt.

## A
- Abbau: Vorgang des Lösens von Mineralien aus einer Lagerstätte, aber auch der Ort, an dem dies geschieht.
- Abbaufortschritt: Fortschritt eines Abbaubetriebes in Abbaurichtung.
- Abbauführung: Die organisatorischen Möglichkeiten zur Führung eines Abbaus.
- Abbauhöhe: Aufgeschlossener und für den Abbau bestimmter Teil eines Grubenfeldes.
- Abbaurichtung: Hauptrichtung, in der ein Lagerstättenanteil mittels des jeweiligen Abbauverfahrens in Angriff genommen wird.
- Abbaustoß: Angriffsfläche für den Abbau.
- Abbaustrecke: Horizontaler Grubenbau in der Lagerstätte, der den Abbau begleitet.
- Abbauverfahren: Technik, die im Bergbau dazu dient, eine Lagerstätte wirtschaftlich auszubeuten. Für jede Lagerstätte wird das jeweilige Abbauverfahren genau geplant.
- Abbauverluste: Nicht abbaubare Lagerstätteninhalte innerhalb eines Grubenfeldes, gerechnet in Prozent des anstehenden Lagerstätteninhaltes.
- Abgang (oft im Plural, Abgänge): das Abfallmaterial aus einer (Erz-)Aufbereitungsanlage (engl. Tailings). Insbesondere im Steinkohlebergbau auch als Waschberge bezeichnet.
- Abkehren: Den Dienst aufgeben; Entlassen eines Bergmanns (siehe Anlegen).

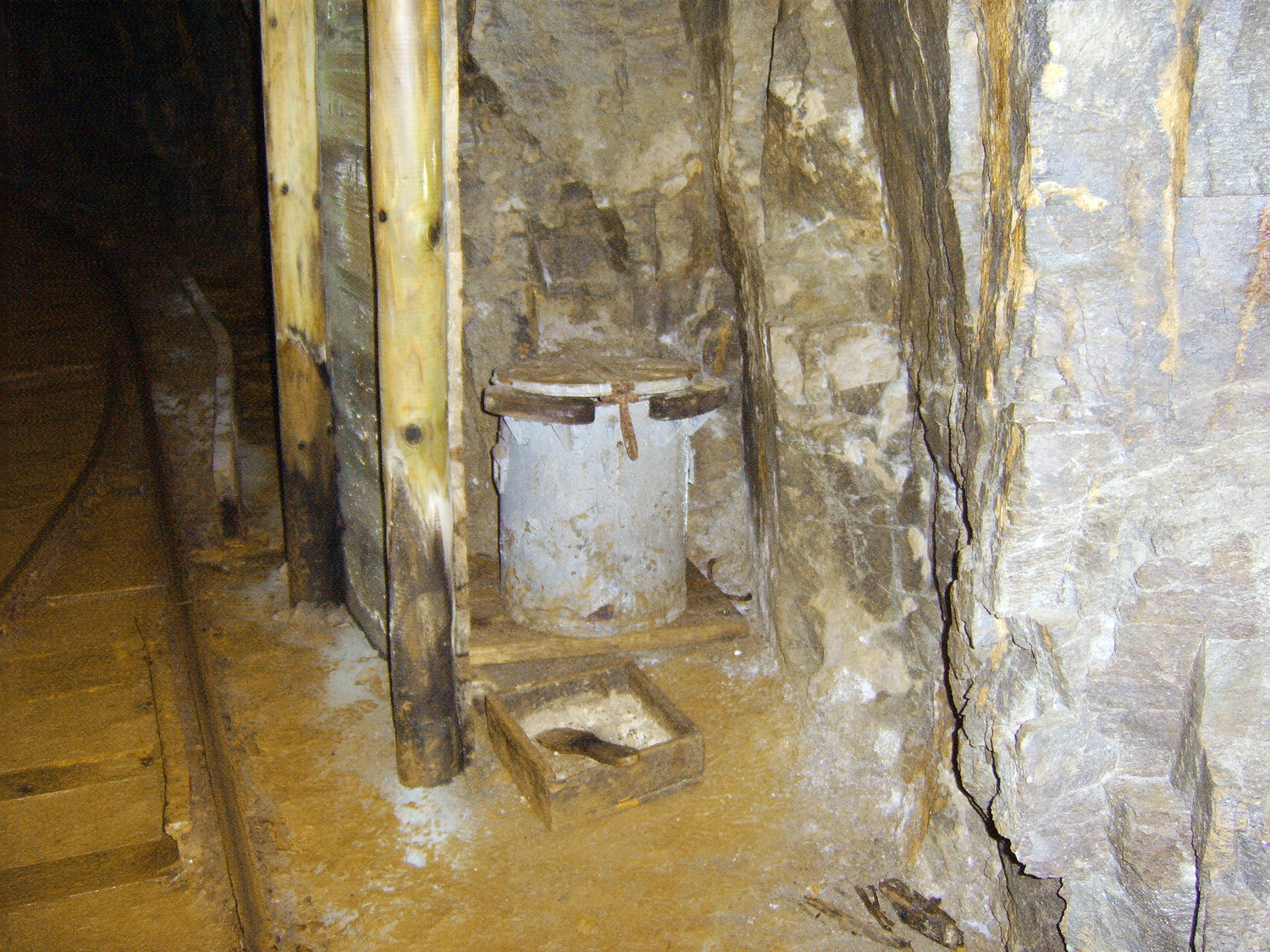
Als „Bergmannsklo“ bezeichneter Abortkübel

- Ablegen: Entlassen eines Bergmannes
- Abortkübel, auch Bergmannsklo genannt: Behälter mit verschließbarem Deckel zur Verrichtung der Notdurft unter Tage.
- Abraum: Im Tagebau das die Lagerstätte überdeckende Gestein, von abräumen.
- Absaufen: Ungeplantes Volllaufen der Grubenbaue mit Wasser.
- Abschlag: Vortrieb, der durch jeweils eine Sprengarbeit entstanden ist.
- Absetzen: Im Tagebau das Aufschütten des Abraumes, oft mittels eines Absetzers; auch verkippen oder verstürzen genannt.
- Abteufen: Herstellen eines Schachtes von oben nach unten.

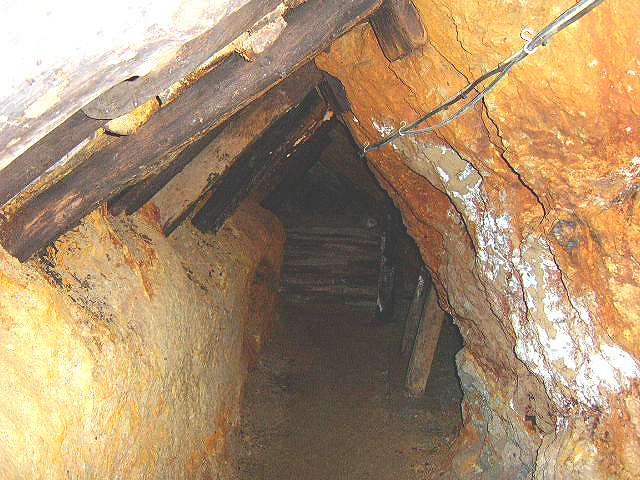
Firstsicherung in der Grube Glasebach

- Abtreiben, auch bereißen oder berauben: loses Gestein aus Sicherheitsgründen herunterreißen, „die Firste hart machen“.
- Abwerfen: Aufgeben einer Grube oder eines Abbaufeldes.
- Abwetter: Aus den Grubenbauen abgeleitete verbrauchte Luft.

- Alter Mann: Abgebaute Räume, die entweder durch Einbringen von Bergeversatz oder durch Niedergehen des Daches (vgl. Pfeilerbau) unzugänglich geworden sind, werden Alter Mann, Altung, auch Bruch oder Wüstung genannt.[7]
- Am Mann: Gegenstände, die man bei sich führt, sind „am Mann“. Im Untertagebergbau sind z. B. eine Grubenlampe, ein Helm und weiteres immer am Mann.
- anhauen: ein(en) Abbau / Auffahrung / Strecke beginnen
- Anlegen: Einstellen eines Bergmanns.
- Anschläger: Bergmann, der im Füllort unter und auf der Hängebank über Tage die Fördertonnen ans Seil anschlägt. Bedient die Signalanlage zur Verständigung mit dem Maschinisten.
- Anschnitt: Abrechnung der Einnahmen und Ausgaben des Berggebäudes beim Bergamt. Der Anschnitt erfolgte in früheren Jahrhunderten mittels Kerbholz.
- Antrieb: ohne besondere Erläuterung ist der Kopf des Panzers gemeint
- Armut: Kohle und Holz, die der Kumpel mit nach Hause nimmt (siehe Mutterklötzchen, Matzeln oder Hasen)

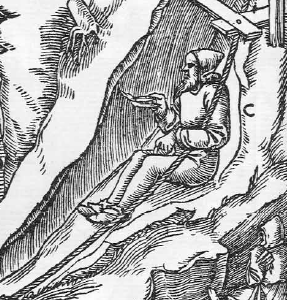
Arschleder: Bergmann, der auf dem Leder einfährt (nach Georg Agricola)

- Arschleder: Gesäßschutz des Bergmanns, insbesondere, wenn er auf dem Leder einfährt (über tonnlägige Schächte in den Berg rutscht). Hauptsächlich aber als Schutz vor Nässe und Kälte beim Sitzen, siehe auch Kniebügel.
- Assanisator: Person, die für die Entleerung der untertägigen Abortkübel verantwortlich ist.
- aufbereiten: Gewonnene Mineralien zerkleinern, sortieren, klassieren, anreichern, konzentrieren.
- Aufbruch: Von unten, von einer tieferen Sohle her, nach oben hergestellter Grubenbau.
- Auffahren: Einen Grubenbau herstellen.
- Auger Mining: Eine Gewinnungsmethode, die im US-amerikanischen Bergbau entwickelt wurde, bei der die Gewinnung mittels groß dimensionierter Schneckenbohrer erfolgt.
- Aufhauen: Eine in einer Lagerstätte aufwärts führende Strecke, z. B. Strebaufhauen zur Vorrichtung eines Strebbaus, Wetteraufhauen zur Wetterführung.
- aufholen: Gegenteil von Hängen bei der Vertikalförderung
- auflassen: endgültiges Verlassen des Bergwerks nach Beendigung der Gewinnungsarbeiten.
- Aufschließen: Eine Lagerstätte durch ein neues Bergwerk zugänglich machen.
- aufwältigen: Einen verbrochenen (eingestürzten) oder verfüllten Grubenbau wiederherstellen.

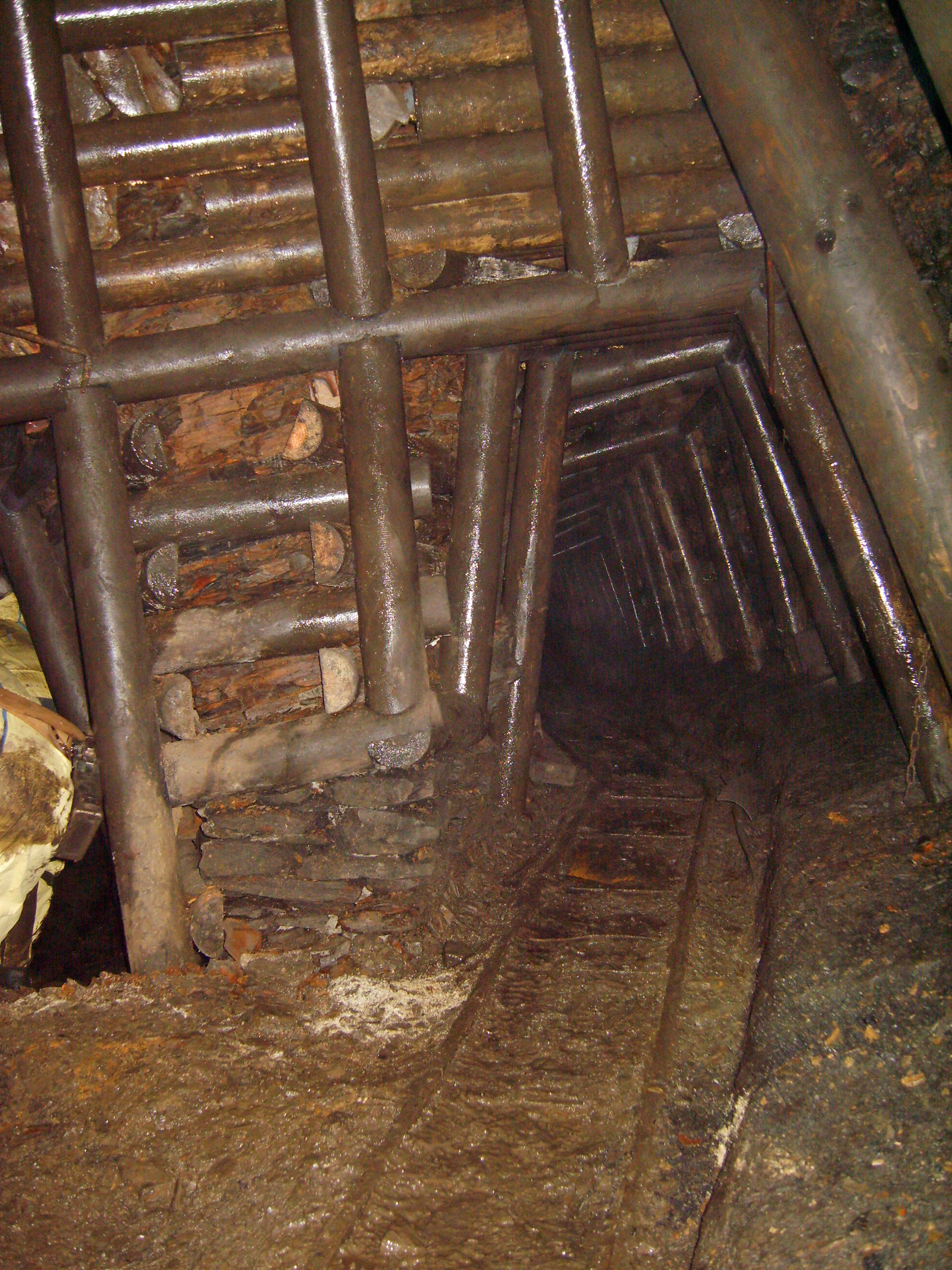
Ausbau mit Holzstempeln

- Ausbau: Abstützung innerhalb des Bergwerkes.
- Ausbaubock: Hydraulischer Schreitausbau, Nachfolgetyp des Ausbaugespannes.
- Ausbaugespann: Hydraulischer Schreitausbau, der aus zwei oder drei Ausbaurahmen besteht.
- Ausbaurahmen: Hydraulischer Ausbau, der im Bergbau beim Strebbau eingesetzt wurde.
- Ausbeißen, auch ausgehen; bergmännisch für zu Tage kommen, sich verringern, verschmälern; ausgehendes Flöz: ein zu Tage sich verschmälerndes, selbst aufhörendes Flöz.
- Ausbeute: Überschuss aus dem Ertrag eines Bergwerks.
- Ausbeutebogen: Verzeichnis aller Zechen eines Bergbaureviers, die Gewinne abwarfen.
- Ausbiss: Das Hervortreten einer Lagerstätte an der Tagesoberfläche.
- Ausbringen: gesamte Rohförderung an nutzbaren Mineralien.
- Ausrichtung: Erschließung eines Grubenfeldes durch die Anlage von Schächten, Querschlägen, Feld- und Richtstrecken.
- Ausstreichen: Flöz oder Gang streicht an der Erdoberfläche aus, d. h. schneidet die Erdoberfläche, und ist dort sichtbar; auch Ausbiß oder Ausgehendes genannt.
- Auswetterungszeit: Zeitraum der vergehen muss bis, nach einer erfolgten Sprengung, die Sprengstelle und die sie umgebenden Bereiche von schädlichen Reaktionsprodukte der Sprengung weitestgehend mittels Bewetterung gereinigt wurden. Wird auch als Auswetterzeit bezeichnet.

## B
- Bandfahrung: Spezielle Form der maschinellen Fahrung, die nur im Bergbau auf den unter Tage installierten Gurtbandförderern durchgeführt wird.
- Bankrecht ist eine Senkrechte zum Streichen und Fallen einer Schichtenfolge.
- Barbarafeier (auch: Barbarafest): Traditionelle Feier zum jährlichen Barbaratag am 4. Dezember, welcher zu Ehren Berufspatronin der Bergleute, der heiligen Barbara, begangen wird.
- Barte (oder Bergbarte), ein kleines Beil mit einer langen Spitze und einem langen Stiel, das zu festlichen Anlässen mitgeführt wird.
- Befahrung ist die Begehung eines Stollens, heute auch die generelle Begehung (Besichtigung) eines Bergwerks.
- Beibrechendes Mineral: Fällt mit an beim Abbau des Minerals, das eigentlich Ziel der Gewinnung ist.
- Bello: 20-kg-Vorschlaghammer (auch Dicker Hammer)
- Beraubefahrzeug: Mobile Arbeitsmaschine, die unter Tage zum Bereißen der Firste eingesetzt wird.
- Berauben: siehe Bereißen.
- Berechtsame: Nutzungsrecht an bestimmten Grubenfeldern, wird heute im Bergrecht Bergbauberechtigung genannt.
- Berechtsamsurkunde: Bergrechtliches Dokument, das aus der sogenannten Verleihungsurkunde und einer Ausfertigung des Lagerrisses besteht und einem Bergbautreibenden bei der Verleihung von Bergwerkseigentum überreicht wird.
- bereißen: Herunterreißen von losen Gesteinsstücken oder Kohlebrocken von der Firste mittels Bereißwerkzeugen, „die Firste hart machen“.
- Berg: Eher flach geneigte Verbindungsstrecke zwischen Grubenbauen unterschiedlicher Teufe, z. B. zwischen den Sohlen eines Bergwerks. Siehe auch Förderberg.
- Bergamt: Für den Bergbau zuständige Aufsichtsbehörde.
- Bergbautreibender: Eine natürliche oder juristische Person, die nach erhaltener bergrechtlichen Genehmigung auf eigene Rechnung ein Bergwerk beginnt oder betreibt.
- Bergbuch: Buch, in das alle Rechtsgeschäfte des Bergamts und alle von den Bergämtern geführten Nachweise über die Besitzverhältnisse der Bergwerke eingetragen werden. Das Bergbuch wird beim zuständigen Bergamt des jeweiligen Bergreviers geführt.
- Bergdankfest: Christliches Fest der Bergleute zum Dank für ein unfallfreies Bergjahr, Gedenken an die Verunglückten und Fürbitte für das nächste Bergjahr. Wird jährlich am Samstag vor Rosenmontag gefeiert.
- Berge (auch Bergematerial): vom Bergmann aus dem Gebirge gelöstes, taubes oder auch (Neben-)Gestein, das bei der untertägigen Gewinnung von Bodenschätzen anfällt.
- Bergekasten: Geviert aus Grubenholz, das mit Bergen gefüllt wird und zur Abstützung des Hangenden dient.
- Bergemauer: Grubenausbau, der aus Bergematerial erstellt wird.

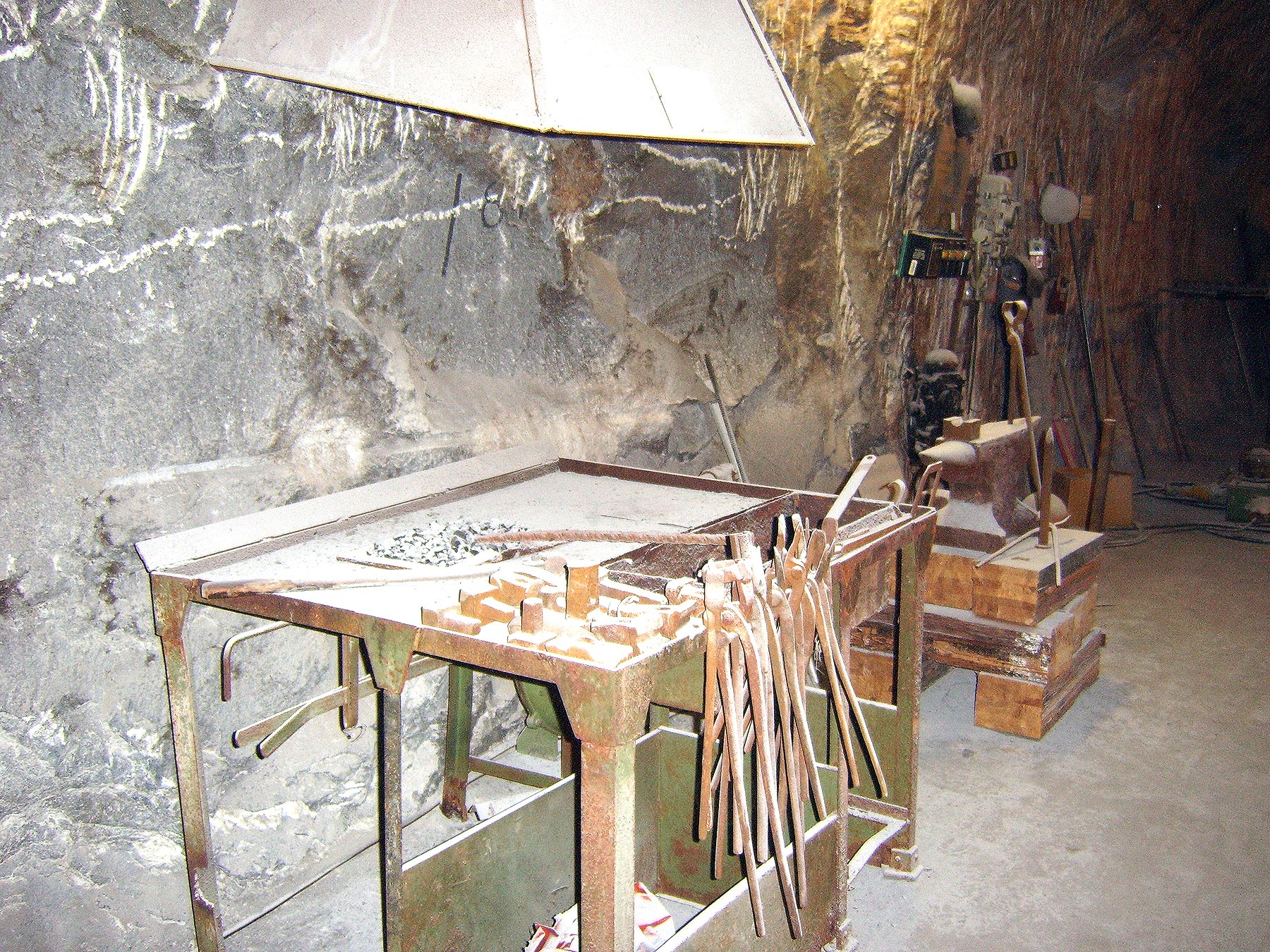
Untertägige Schmiede

- Bergfreiheit: Der Landesherr konnte bestimmte wirtschaftlich wichtige Mineralien für bergfrei erklären und damit ihre Gewinnung anregen. Ein bergfreies Mineral durfte jeder Finder sich aneignen – ohne Rücksicht auf den Grundbesitz. Vorausgesetzt war die Verleihung von Bergwerkseigentum.
- Bergfremder: Im Bergbau unerfahrene Person
- Berggebräuche: Ein auch als Bergrechtsbräuche bezeichnetes altes Gewohnheitsrecht, das sich im Bergbau über viele Jahrhunderte eingebürgert hat.
- Berggericht: Gericht, das für bergrechtliche Angelegenheiten in den Bergbaurevieren zuständig war. Es überwachte die Konzessionen und vertrat die Rechtsansprüche der Landesherren.
- Berggeschrei: Beginn des Silberbergbaus im Erzgebirge, vergleichbar mit dem Goldrausch in Nordamerika.
- Berggeschworener: Vereidigter Bediensteter des Bergamtes, der die Bergwerke befuhr. Er war Helfer des Bergmeisters und Beisitzer des Berggerichts.
- Berggrundbuch: Ein öffentliches Register, das auch Berghypothekenbuch genannt wird und das beim Amtsgericht geführt wird. In ihm werden die Bergwerke, deren Eigentümer, Gewerke und Feldesgrössen aufgeführt.
- Bergknecht: Bergmann, der zu Hilfsarbeiten eingesetzt wurde.
- Bergmann: Berufsbezeichnung für einen Menschen, der in einem Bergwerk arbeitet.
- Bergmännisches Brauchtum: Sitten und Gebräuche, die die Verbundenheit der Bergleute mit ihrem Beruf darlegen. Wird auch Bergmannsbrauchtum genannt.
- Bergmeister: Beamter, der beim Bergamt angestellt war und die Zechen in seinem Bezirk verwaltete.
- Bergemühle: Grubenhohlraum, der zum Zwecke der Gewinnung von Bergen für Versatzzwecke angelegten wurde.
- Bergrichter: Beamter, der dem Berggericht vorstand und in strittigen Bergsachen entscheiden musste.
- Bergregal: Befugnisse einer höheren Macht, die zum Zweck der Rohstoffgewinnung über dem Grundbesitzrecht des Grundeigentümers stehen (Regalien = Reichsrechte).
- Berg(e)sack: ausgekohlter Grubenraum, der versetzt werden soll
- Bergprivilegien: Sonderrechte bzw. Sonderstellungen für den Bergbau, die genutzt wurden, um den Bergbau voranzubringen.
- Bergschaden: Schaden an Personen oder Gebäuden, der durch bergbauliche Aktivitäten entstanden ist.
- Bergschmied: Handwerker, der die zum Bergbau erforderlichen Werkzeuge schmiedete und der Berggerichtsbarkeit unterstand.
- Bergschöffenstuhl: Ein vom Landesherrn eingesetztes Direktorium, das in streitigen Bergsachen Recht sprach und auch als Bergschöppenstuhl oder einfach nur Schöppenstuhl bezeichnet wurde.
- Bergschreiber: Buchhalter und Protokollführer des Berggerichts.
- Bergsenkung: Bodenbewegung, die aufgrund von Bergbautätigkeiten entsteht und sich bis zur Erdoberfläche auswirkt.
- Bergtechnik: Die im Bergbau, insbesondere bei der Gewinnung, eingesetzte Technik (Geräte und Verfahren)
- Bergvogt: Bergbeamter der ersten bzw. unteren Instanz und Verwalter der Bergwerke in den Bergwerksregionen der jeweiligen Länder.
- Bergwardein (auch Probierer oder Verpflichteter): Beamter, der die von den Gruben an die Hütte gelieferten Erze auf ihre Metallgehalte, insbesondere die Silbergehalte prüfte und die Ergebnisse ins Probierbuch eintrug.
- Bergwerkseigentum: Das Recht, innerhalb festgelegter Grenzen ein Mineral zu gewinnen. Bergwerkseigentum wird aufgrund einer Mutung durch den Landesherrn verliehen.
- Besatz: Masse, mit der ein sprengstoffgefülltes Bohrloch verschlossen, abgedämmt wird.
- Besetzen: Ein-, Auf- oder Anbringen von Besatz in zuvor für das Sprengen erstellte Bohrlöcher, um diese zu verschließen.
- Betriebsführer: Früher höherer Betriebsbeamter, heute leitende technische Aufsichtsperson.
- Bethaus: Gebäude das zu den Tagesanlagen gehörte, in dem die Bergleute der jeweiligen Bergwerke ihr Schichtgebet verrichteten.
- Betschicht: Zeitlicher Anteil der Arbeitsschicht der Bergleute, den die Bergleute zur Gottesverehrung nutzen. Wurde auch Betstunde genannt.
- Bewetterung: Versorgung der Grubenbaue mit Frischluft von über Tage und gleichzeitiges Entfernen von verbrauchten (und potenziell giftigen) Wettern aus der Grube.
- Bläser: 1. im Blasversatz beschäftigter Kumpel; 2. plötzlicher und heftiger Gasaustritt
- Blasleinwand: festes, grobes Gewebe, mit dem vor dem Versetzen die Stöße der Versatzgasse ausgekleidet werden, um die Versatzberge daran zu hindern, unkontrolliert in andere Bereiche zu gelangen
- Blende: 1. eine Grubenlampe (historisch: z. B. Freiberger Blende); 2. eine Holzwand über den Streckenquerschnitt, um die Wetter zu leiten (Wetterblende). Werden von Blendenbauern errichtet.
- Blicksilber: Historischer Begriff aus dem sächsischen Montanwesen für ein Zwischenprodukt der Silberraffination. Das Blicksilber ist eine Blei-Silber-Legierung mit bis zu 95 % Silberanteil.[8]
- Blindort: Bereich, in dem das Hangende zur Versatzbergegewinnung zu Bruch geschossen wird (siehe auch Bergemühle).
- Blindschacht: Schacht ohne Verbindung zur Erdoberfläche (Tageslicht)
- Blume: eine untertägige Kohlefundstelle
- Bobine: schmale Seiltrommel mit seitlichen Führungen, auf der die Windungen eines Flachseils übereinander liegen.
- Bodenentleerer: Selbstentleerender Förderwagen, bei dem das Fördergut beim Entladevorgang nach unten aus dem Wagenkasten fällt.
- Bodenhebung: Durch bergbauliche Aktivitäten hervorgerufene Anhebung der Tagesoberfläche, die zum Bergschaden führen kann.
- Bohrbarkeit: Widerstand, nach seiner Art und Größe, mit dem sich ein Gestein dem Eindringen einer Bohrschneide widersetzt.
- Bohrhummel: preßluftgetriebene Drehbohrmaschine für weiches Gestein/Kohle. „Hummel“ aufgrund des summenden Tones.
- Bohrkrätzer: Stabförmiges Werkzeug zur Reinigung der Bohrlöcher.
- Bohrlochpfeife: Auch als Bohrpfeife, Pfeife, Fuchs oder Büchse bezeichneter hinterer Teil eines Sprengbohrloches, der nach dem Schießen stehen geblieben ist.
- Bohrspülwerk: Bergmännisch erstellter untertägiger Hohlraum, der als Abbaukammer der Gewinnung von Salz dient.
- Bohrwagen: Verfahrbares Trägergerät für Gesteinsbohrmaschinen.
- Bolzen: ein anderes Wort für Stempel; zur Unterstützung der Firste dienendes kurzes Holz.
- Bolzenschrotzimmerung: Ein früher im Bergbau verwendeter Schachtausbau der aus Holzgevieren besteht. Wird auch Bolzenschrotausbau, Bolzenschrottzimmerung oder einfach nur Bolzenschroth genannt.
- Bombe (auch Pütt-, Pottlampe): Bezeichnung des Kumpels für die elektrische Handlampe.
- Bornmeister: Aufsichtsperson in einer Saline, er führt die Aufsicht über die Sole.
- Bracken: Aufsatzbleche zur Erhöhung des Fördervolumens eines Panzerförderers.
- Brandschiefer: brennbarer Schieferton.
- Böse Wetter: für den Menschen schädliche Gasgemische (Explosionsgefahr, Vergiftung)
- Brecher: Maschine mit einer rotierenden Meißelwalze, um das abgebaute Mineral zu zerkleinern und transportfähig zu machen (meist ist an einem Brecher ein Transportband angehängt, um die zerkleinerten Mineralien zu befördern)
- Bremsberg: Berg, in dem mit Hilfe gebremster Förderwagen abwärts gefördert wird.
- Bremsbergförderung: Fördertechnik, bei der das abgebaute Mineral an einem Bremsberg mittels Schwerkraft abwärts gefördert wird.
- Bremsförderer: Rutsche mit angetriebenen Stauscheiben.
- Bremswerk: maschinelle Einrichtung, die bei Förderung an Bremsbergen die niedergehenden Wagen abbremst.
- Brenngaden: Historischer Begriff aus dem sächsischen Montanwesen für einen kleinen, meist nur aus einem Raum bestehenden Hüttenbetrieb, in dem Rohsilber (auch Blicksilber) zu Feinsilber veredelt wurde. Der Brenngaden war direkter Lieferant der landesherrlichen Münze. Wegen des hohen Geldwertes der verarbeiteten Produkte war der Brenngaden innerhalb befestigter Baukomplexe untergebracht.[8]
- Bruch: Einsturz eines Teiles eines Bergwerkes.
- Bruchbau: Abbaumethode, bei der der Alte Mann planmäßig zu Bruch geht.
- Bühne: künstlich geschaffene Arbeitsplattform.
- Bühnloch, Bühnenloch: Eine in das feste Gestein gehauene Vertiefung, um den Fuß eines Stempels oder das Ende einer Kappe unverrückbar aufzunehmen.
- Bulge: Schlauchförmiger Ledersack, der im Mittelalter zum Schöpfen von Grubenwasser diente.
- Bulgenkunst: Wasserhebemaschine aus Holz, die zur Wasserhaltung eingesetzt wurde.
- Bunker: Grubenräume oder betriebliche Einrichtungen, in denen Schüttgüter wie Rohkohle, Roherz oder Berge zwischengelagert werden.
- Bunkerlader (Bula, Cavo): meist druckluftbetriebene Lade- und Transportmaschine
- Butte, Butt („Kaffeebutt“): emaillierter krugähnlicher Getränkebehälter, den früher jeder Kumpel mit sich führte
- Butzen: eine kleine selbständige Masse eines bestimmten Minerals im Gestein.

## C
- Continuous Miner: Maschine zur untertägigen Gewinnung von Steinsalz, Gips und Steinkohle.

## D
- Damm: Bauwerk, das einen Teilbereich des Grubengebäudes von den übrigen Grubenbauen trennt. Man unterscheidet Brand-, Wasser-, Streckenbegleit- und Abschlussdämme.
- Dammtor: Sicherheitstor, meist in Strecken, mit dem plötzliche Wassereinbrüche abgesperrt und somit ein Teil des Grubengebäudes zu Sumpfe gehalten werden konnte.
- Deckholz: auf Einstriche gelegtes Holz einer Bühne oder eines Kastens, um darauf zu stehen, zu arbeiten oder Material lagern zu können.
- Dickstoffversatz: Versatzmaterial aus festen bergbaufremden Abfällen oder unlöslichen Aufbereitungsrückständen der Kalidüngemittelproduktion und einem Bindemittel sowie einer Anmischlösung. Das Versatzmaterial wird in pumpfähiger Form angemischt, über Rohrleitungen in die Versatzhohlräume eingebracht und härtet dort aus.
- Direktionsprinzip: Zwischen dem 17. und der Mitte des 19. Jahrhunderts das beherrschende Organisationsprinzip im Bergbau.
- Dreibaum: Einfaches hölzernes Gerüst aus drei Rundhölzern für Erdbohrabeiten, das auf Kleinzechen auch als Seilscheibengerüst verwendet wurde.
- Drehbohrmaschine: Bohrmaschine für das drehende Bohren in Gestein.
- Dreiecksbau: Altes Abbauverfahren, das hauptsächlich im Schieferbergbau angewendet wurde und durch den Querbau abgelöst wurde.
- Drittel: Bei Belegung eines Ortes mit mehreren, sich ablösenden Arbeitsgruppen eine dieser Schichten. Ein Ort kann auch mit zwei oder mit vier Dritteln belegt sein. Siehe 3- und 4/3-Betrieb.
- Duckelbau: Abbauverfahren für unregelmäßig vorkommende Lagerstätten mit geringer Mächtigkeit, bei dem die Gewinnung mittels kleiner Schächte, sogenannter Duckel erfolgt.
- Durchschlag: Herstellung einer offenen Verbindung zwischen zwei Grubenbauen.

## E

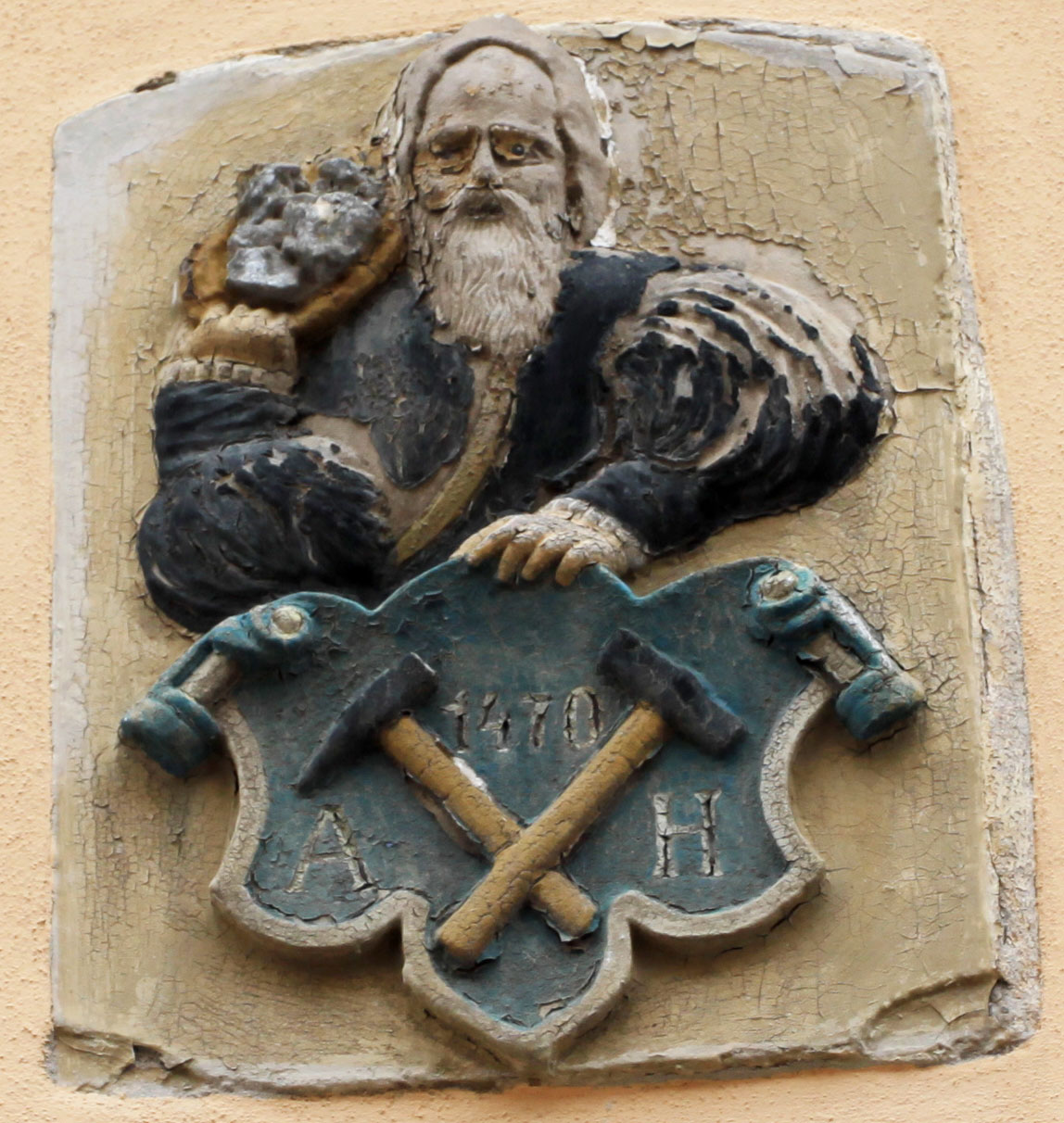
Bergmann mit geschulterter Erzmulde. Relief am Haus Fischerstraße 7 in Freiberg

- Eigenlöhner: Bezeichnung für eine Person, die Alleinbesitzer oder Mitbesitzer eines Bergwerks war, welches von ihr in der Regel alleine bebaut und betrieben wurde.
- einbeißen: wenn sich Grubenhölzer in Folge von starkem Gebirgsdruck fest verbinden
- Einbruch: Der Teil des Abschlages, der zuerst herausgesprengt wird.
- einbühnen: einklemmen eines Holzes in einem Bühnloch
- Einfahren: Durch eine Tagesöffnung in die Grube gelangen.
- Einfahrer: Aufsichtsbeamter des Bergamtes, der die Bergwerke befuhr und kontrollierte.
- Einfallen: Neigungswinkel der Lagerstätte zur Horizontalen, also die Neigung in Falllinie. Das Einfallen wird senkrecht zum Streichen gemessen.
- Einstrich: Horizontaler Schachteinbau, der aus Holz oder aus Stahl gefertigt ist.
- Ersaufen: das teilweise oder vollständige Volllaufen eines Teils oder sogar einer ganzen Schachtanlage durch Eindringen von Wasser bzw. Salzlösungen
- Erbbereiten: Berggerichtliche Handlung, die der nochmaligen genauen Vermessung eines Grubenfeldes diente, wenn dieses zur Ausbeuteverteilung gekommen war.
- Erbstollen: Stollen zur Wasserlösung und zur Wetterführung in einem oder mehreren Bergwerken. Dem Erbstöllner, der den Stollen herstellte, stand dafür ein Anteil an der Ausbeute der Bergwerke zu.
- Erbstollengerechtigkeit: ein nach besonderer Mutung erworbenes Recht, einen Erbstollen nach erfolgter Verleihung zu betreiben
- Erzkörper: Oberbegriff für verschiedene Erzlagerstättenformen
- Erzmühle: steinernes Mahlwerk zur Zerkleinerung von Erzen.
- Erzmulde, Erztrog: ovales, flaches Holzgefäß zum Transportieren von Erzen.
- Erzpartiererei: im 18. Jahrhundert benutzter zeitgenössischer Begriff für Erzdiebstahl[9]
- Erzstufe: Erz- bzw. Gangstücke, die zum Zweck der Begutachtung oder des Verkaufs aus dem Lagerstättenkörper gewonnen werden (z. B. Probier-, Sammel- und Verkaufsstufen).
- Erzwäsche: Trennung von gemahlenem, erzhaltigem Gestein mit Hilfe von Wasser, wobei die Unterschiede von spezifischen Gewichten einzelner Komponenten genutzt werden.

## F

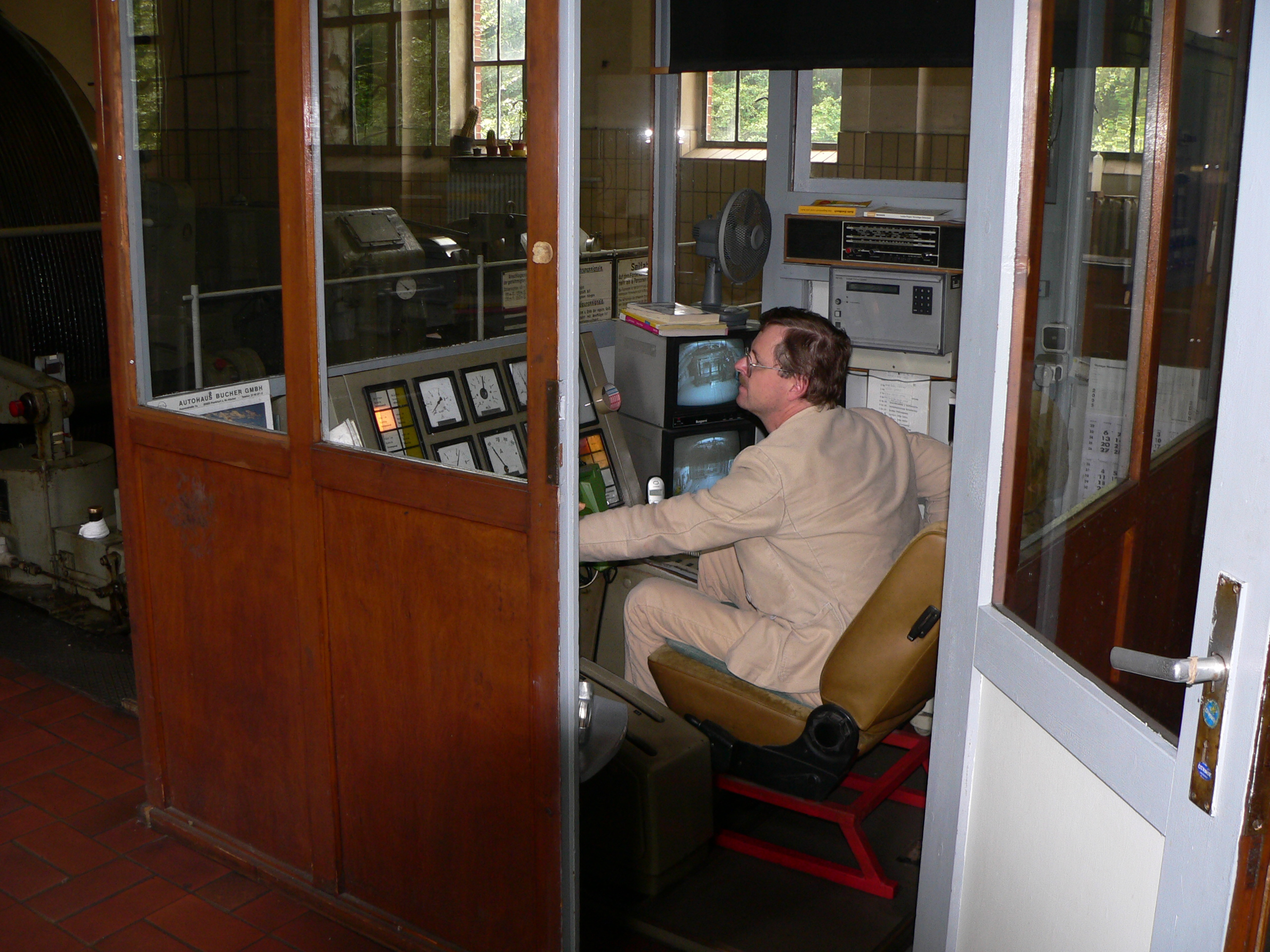
Bedienstand einer Fördermaschine

- Fahlband: Bezeichnung für einen Vererzungstyp in den Silbergruben von Kongsberg (Norwegen), der von deutschen Bergleuten, die im 18. Jahrhundert in Kongsberg tätig waren, dort eingeführt wurde. Der Name hat seinen Ursprung in der unscheinbaren rostbraunen Färbung und wegen des fehlenden, für Silbererze normalerweise vorhandenen Glanzes („fahl“). Lagerstättengenetisch-mineralogisch handelt es sich um eine magmatogene Imprägnation des Rahmengesteins durch hydrothermale sulfidisch-metallische Lösungen mit (z. T. erheblichem) Silberanteil. Neben Silber enthalten die Fahlbänder außerdem Wismut, Kobalt und Nickel. Der Begriff wurde (phonetisch leicht verändert) als „Falbånds“ in die norwegische Sprache übernommen. Siehe auch Kongsberg (Silbererz-Lagerstätte)
- Fahrbrett: starkes Brett (Bohle), in das Trittstufen geschnitten sind.
- Fahrhaube: Bestandteil der traditionellen Bergmannstracht und wird auch Berghaube, Bergkappe oder Fahrkappe genannt.
- Fahrhauer: Aufsichtsperson im Bergbau die einem schichtführenden Steiger untersteht und dessen Vertreter ist.
- Fahrkunst: Historische Vorrichtung zum Ein- und Ausfahren der Bergleute. Im engeren Sinne zwei im Schacht nebeneinander angebrachte Gestänge, die durch Kurbelantrieb mit etwa 2 m Hub gegenläufig auf- und abbewegt werden. Sie tragen Trittbühnen und Haltegriffe derart, dass man durch regelmäßiges Übertreten von einer Stange auf die andere ein- oder ausfahren kann.
- Fahrlader: Radlader niedriger Bauart für den untertägigen Einsatz.
- Fahrmarke: Unterschiedlich geformte Marke aus Blech, die zur Anwesenheitskontrolle dient.
- Fahrt oder Fahrte: 1.) Leiter im Schacht. 2.) ein altes Längenmaß; 1 Fahrt = 12 Dresdner Ellen = 6,79 Meter. Das Maß leitet sich von den 12 Ellen langen und mit 24 Sprossen ausgeführten Leitern ab. Daher meist Nutzung als Teufenangabe.[10]
- Fahrten putzen: Klettern im Fahrtentrum, auch (im Wortsinn) die Beräumung der Fahrten von Gesteinsbrocken, um den Arbeitsschutz zu gewährleisten.
- Fahrtrum: Im Streckenquerschnitt freizuhaltender Raum, der der Fahrung dient (auch „Fahrweg“). Im Schacht (auch Fahrtentrum): Bereich, der die Fahrten (Schachtleitern) enthält. Nicht zu verwechseln mit dem Fördertrum für Förderung und Seilfahrt.

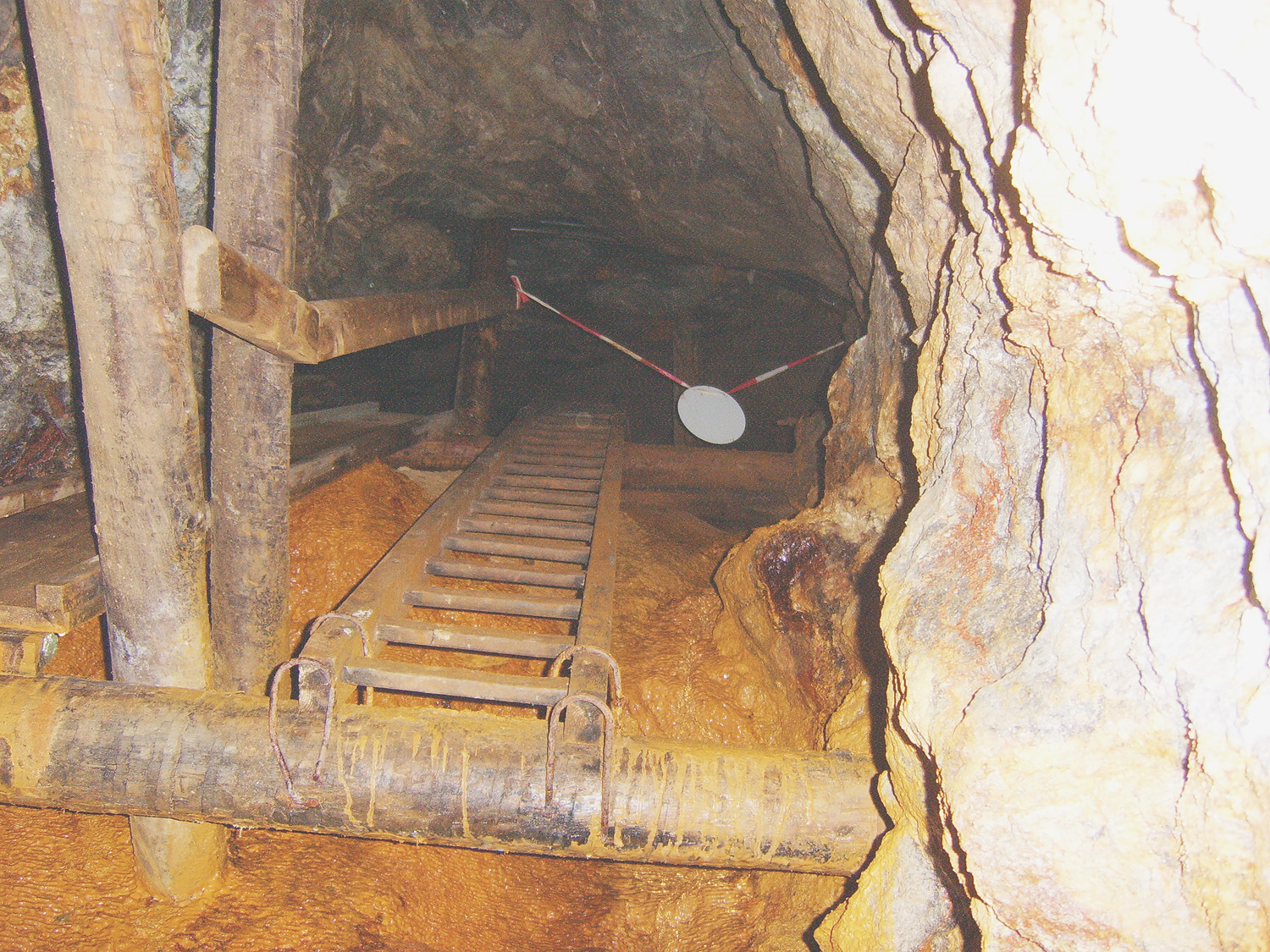
Fahrüberhauen in der Freiberger Grube „Reiche Zeche“

- Fahrüberhauen: dient ausschließlich zur Fahrung. Mittels dieses steilen (bis nahezu senkrechten) Grubenbaus kann man zwei oder mehrere Sohlen miteinander verbinden.
- Fahrung: allgemeiner Ausdruck für jegliche Fortbewegung des Bergmannes im Bergwerk; anfahren, einfahren: sich in das Bergwerk begeben; ausfahren: das Bergwerk verlassen; befahren: beschauen, kontrollieren
- Fallen: Verlauf einer flächigen Lagerstätte (Flöz oder Gang) in vertikaler Richtung
- Fallort: abwärts aufgefahrener, geneigter Grubenbau
- Fangstützen: Im Förderturm eingebaute bewegliche Stahlriegel, die den Förderkorb auffangen, wenn dieser aufgrund eines Anstoßes gegen den Prellträger seillos geworden ist.
- Farblos werden: Tod eines Bergmannes bei einem Grubenunglück („Er ist farblos geworden“). Aus Aberglauben wurde in manchen Gegenden unter Tage nicht vom Tod/Unfalltod gesprochen. Es ist dort sprichwörtlich niemals jemand unter Tage gestorben.
- Feinsilber: aus → Blicksilber gewonnenes Endprodukt der Silberraffination. Die Raffinationsverfahren waren bereits im Spätmittelalter derart perfektioniert, dass der Silbergehalt im Feinsilber > 99 % betrug.[8]
- Feldesbesichtigung: amtliche Besichtigung einer Fundgrube nach der Mutung.
- Feuchtversatz: dem Spülversatz ähnliches, jedoch durch Zentrifugieren in seinem Feuchtegehalt reduziertes Versatzmaterial. Er enthält beim Einbringen in die Grubenhohlräume weniger als 5 Prozent Restfeuchte.
- Feuerkübeln: veraltete Methode zur Erzeugung eines künstlichen Wetterzuges mittels Feuer
- Feuersetzen: Technik, die in vielen Bergbauregionen vom Altertum bis Anfang des neunzehnten Jahrhunderts benutzt wurde, um Gestein aufzulockern oder zu sprengen.
- Feustel/Fäustel: kleiner Vorschlaghammer
- Filterselbstretter: Atemschutzgerät, das im Steinkohlenbergbau für die Flucht aus mit Kohlenmonoxid kontaminierten Grubenbauen genutzt wird.
- Fimmel: kräftiger Spitzkeil.
- Firste: Obere Begrenzungsfläche eines Grubenbaus. Beim Firstenbau (z. B. in einem Erzgang) das oberhalb des Abbauhohlraums anstehende Mineral, das demnächst abzubauen ist.
- Firstenbau: Abbaumethode, die bei steileinfallenden Lagerstätten angewandt wird, Vorläufer des Firstenstoßbaus.
- Firstenstoßbau: Abbaumethode für steileinfallende Lagerstätten, schwebende Abbaurichtung mit streichendem Verhieb.
- Firstkasten: ein Kasten, der sich unmittelbar unter der Firste befindet
- Flach: in der Neigung der Lagerstätte
- Flachen: geneigter Grubenbau im Fallen der Lagerstätte, hauptsächlich im Kupferschiefer-, aber auch im Kalibergbau
- Flachriss: zeichnerische Projektion eines Flözes oder eines Gangs auf eine Ebene parallel zur Lagerstätte.
- Flöz: Durch Sedimentation entstandene plattenförmige, flächig ausgedehnte Lagerstätte (z. B. Kohlenflöz, Eisensteinflöz).
- Flözpaket: partielle Vereinigung mehrerer selbständiger Flöze zu einem sehr mächtigen Flöz.
- Fluder (auch Gefluder): Gerinne aus Holz oder Metall zum Zu- oder Ableiten von Wasser.

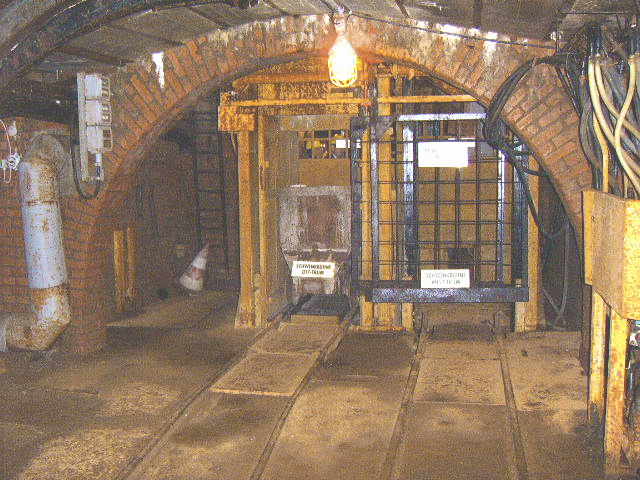
Füllort Grube Glasebach

- Flutung: Prozess, der nach dem Ende eines Tagebaus zur Auffüllung des entstandenen Restlochs mit Wasser dient.
- Flügeleisen: eine Doppelkeilhaue, insbesondere früher im Steinkohlenbergbau zur Kohlengewinnung verwendet.
- Flügelort: Das Flügelort ist eine seitliche Fortsetzung eines Stollens ins Feld hinein.
- Förderberg: geneigte Strecke, die Sohlen eines Bergwerks verbindet und zum Anschluss der Flöze an die Grubenbaue dient.
- Fördergefäß: Fördermittel, das im Schacht zur Förderung von Schüttgütern verwendet wird.
- Fördergerüst: Das über dem Schacht stehende Gerüst, das die Seilscheiben trägt.
- Fördergeschwindigkeit: Geschwindigkeit, mit der das Fördergut gefördert wird.
- Förderkorb (auch Fördergestell): Am Förderseil hängendes Transportmittel für Material, Personen und gewonnenes Mineral im Schacht.
- Förderkübel: Fördergefäß aus Holz, das im frühen Bergbau zur Förderung von Erz, Kohle oder Haufwerk eingesetzt wurde. Heute aus Stahl, wird beim Schachtabteufen verwendet (Abteufkübel).
- Fördermann: Bergmann, der für den Transport zuständig war; der Transport erfolgte in der Regel manuell mit Schlepptrögen, Laufkarren oder Hunten.
- Fördermaschine: Antriebsmaschine zum Treiben des Förderseils und damit des Förderkorbes
- Fördermaschinist: Bergmann, der die Fördermaschine bedient.
- Förderpause: Zeit, die bei der Schachtförderung zum Be- und / oder Entladen des Fördergutträgers benötigt wird.
- Förderseil: Seil zum Heben von Lasten in Schächten und Blindschächten
- Fördertonne: Fassartig geformter Behälter, der an Seilen oder Ketten gehängt zur Förderung in saigeren Schächten diente.
- Förderturm: Geschlossenes, turmartiges Gebäude über dem Schacht, in dessen Kopf sich die Fördermaschine befindet.
- Fördertrum: Der Teil der Schachtscheibe, in welchem sich die Förderkörbe bewegen.
- Förderwagen: traditionelles Transportmittel im Grubenbetrieb.

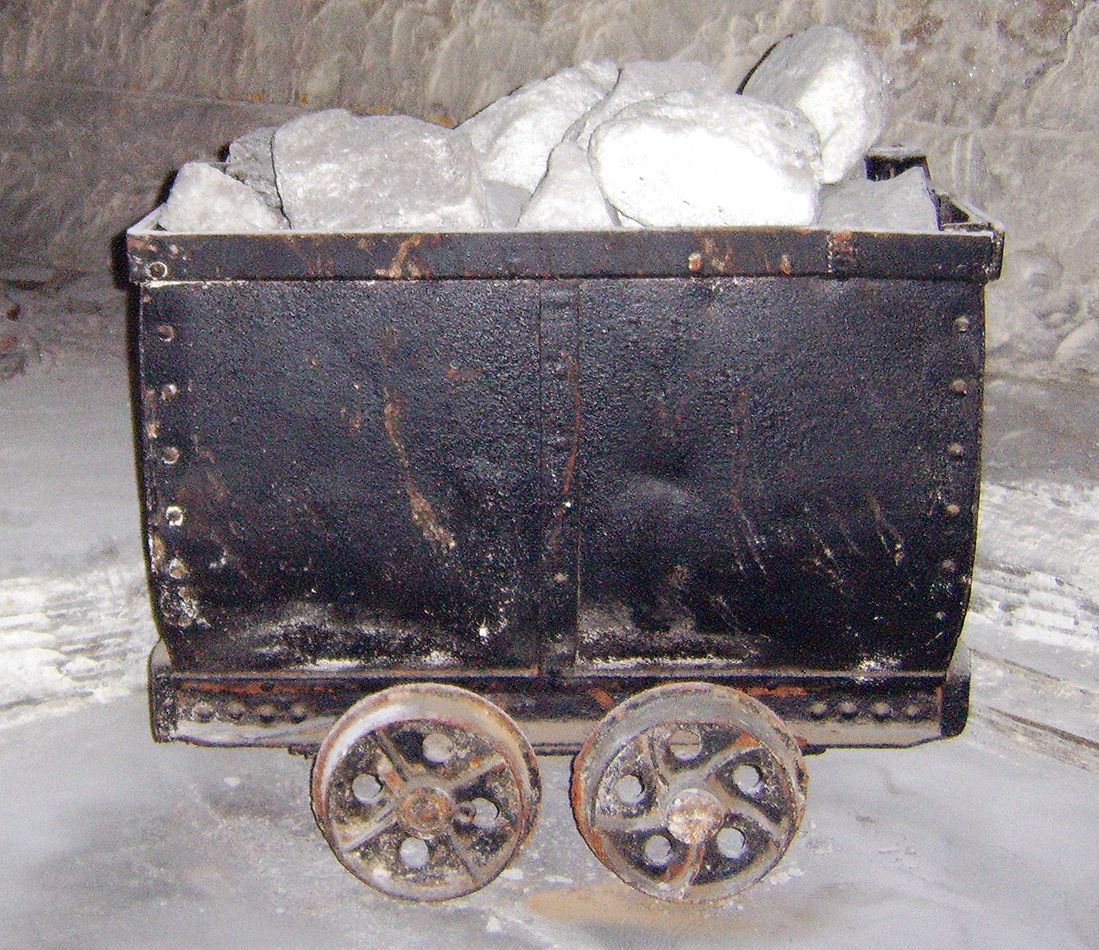
Förderwagen

- Freifahrung: Bergrechtlicher Akt, durch den einem Grubenbesitzer die Besitzrechte auf die Grube entzogen werden konnten, wenn er die Grube nicht vorschriftsgemäß belegte.
- Freiverbau: Kostendeckender Grubenbetrieb
- Freundlich (oder höflich): Vom Bergmann angetroffenes Nebengestein oder Gangarten, die Hoffnung auf baldiges Auffinden nutzbarer Erze machen.
- Fristen: Das zeitweise Außerbetriebsetzen einer Zeche ohne gleichzeitigen Verlust des Bergwerkseigentums.
- Frosch: Öllampe; ein Geleucht.
- Fröschl: Holz, an dem eine Fahrt befestigt wurde, um diese zu sichern.
- Füllort: Verladestelle unter Tage; Umschlagpunkt, an dem die Streckenförderung in die Schachtförderung übergeht.
- Fundgrube: Grubenfeld, das aufgrund eines Mineralfundes in bauwürdiger Lagerstätte an den Muter als Bergwerkseigentum verliehen wurde. Die Feldesgröße einer Fundgrube betrug z. B. auf einem Erzgang im Harz 42 Lachter (80,6 m) streichender Länge, bei einem Steinkohlenflöz im Ruhrgebiet 2,5 km².
- Futtsack, „da is Futtsack dran“: Wenn Unruhe oder Probleme im Schacht auftraten, bekamen die Grubenpferde zur Beruhigung den „Futtersack“, daraus wurde verkürzt „Futtsack“ – später allgemein übertragen auf knifflige Situationen.[11]
- Fußstrecke: untere Begrenzung eines Strebs; siehe auch Kopfstrecke

## G
- Gaipel: Im Harz häufig anstelle von Huthaus genutzter Ausdruck für ein über dem Schacht stehendes Betriebsgebäude, abgeleitet von Göpel.
- Gasausbruch: plötzliches und verstärktes Austreten von Gasen aus dem Gebirge
- Gang: Durch Ausfüllung einer Kluft entstandene Lagerstätte (z. B. Erzgang).
- Gangart: Jedes Mineral in der Gangausfüllung, das nicht Ziel der Gewinnung ist.
- Gebirge (auch Berge): Das Gestein, in dem sich die Grubenbaue des Bergwerks befinden.
- Gebirgsanker: Konstruktionselemente, die im Bergbau untertägige Hohlräume offen halten. Sie werden am Stoß oder an der Firste in das Gebirge (das Gestein) eingebracht und halten dieses zusammen.
- Gebirgsdruck: Unsichtbare Spannung um einen untertägigen Hohlraum oder im unverritzten Gebirge, Auslöser für Gebirgsschläge.
- Gebirgsschlag: plötzliche Entspannung im Gebirge, bei der größere Mengen potenzieller (elastischer) Energie frei werden und bei der intensive Zerstörungen in der Grube sowie normalerweise heftige Erschütterungen an der Erdoberfläche auftreten.
- gebrächig, gebräch: lockeres, zum Hereinbrechen oder Nachfallen neigendes Gebirge
- Gedinge: Vertrag über eine für ein bestimmtes Entgelt zu erbringende Arbeitsleistung (Akkord).
- Gedingezeichen: Vortriebszeichen zur Markierung der Vortriebsleistung.
- Gefluder: siehe Fluder.
- Gefrierverfahren: Verfahren, mit dem künstlich gefrorene Bodenkörper hergestellt werden, um beim Abteufen Schwimmsandschichten besser zu durchörtern.
- Gegenortbetrieb: Von mindestens zwei Ausgangsorten aufzufahrende Strecke mit dem Ziel, sich zu treffen und dadurch Zeit zu sparen.
- Gegenschreiber: Bergbeamter, der im Mittelalter das Gegenbuch führte und alle Kuxe und Gewerken in das Buch eintrug.
- Gelenkbogenausbau: Gelenkiger Streckenausbau, der in Strecken mit hohem Gebirgsdruck eingebaut wird.
- Geleucht: Vom Bergmann mitgeführte Grubenlampen, z. B. Frosch, Bombe, Wetter-, Karbid-, Kopflampen.
- Gequäle (auch Gequelle): meist direkt in das Gestein (in den Stoß) geschlagene Rinne zur Ableitung von Wasser. Siehe auch Fluder.
- Gerenne: im Bergbau üblicher Ausdruck für ein Gerinne,[12] eine oben offene Wasserleitung oder -rinne, siehe Fluder.
- Gesenk: Von oben nach unten abgeteufter Blindschacht. Gegenteil: Aufhauen.
- Gesenkbohrmaschine: Eine im Bergbau verwendete Vortriebsmaschine zur vollmechanischen Herstellung von Schächten. Wird auch gestängelose Gesenkbohrmaschine genannt.
- Gesprenge: Stufen oder grobe Unebenheiten in der Sohle des Stollens, oder plötzliches und starkes Ansteigen der Stollensohle.
- Gestängewasserhaltung: Mit Dampf angetriebene Wasserhaltungsmaschine, bei der die Pumpe und die Antriebsmaschine räumlich voneinander getrennt und mit einem Gestänge antriebstechnisch verbunden sind.
- Gesteinstaub: Zu Staub zerkleinerte Mineralien aus Kalkstein, Dolomit oder Tonschiefer.
- Gesteinstaubsperre: Explosionssperre im untertägigen Bergbau.
- Gesteinstaubstreuung: Maßnahme zur Bekämpfung von explosionsgefährlichen Ablagerungen (Kohlenstaub) im Steinkohlenbergbau.
- Gestellförderung: Art der Schachtförderung, bei der die bei der Streckenförderung verwendeten Förderwagen auf Fördergestelle aufgeschoben und mit diesen durch den Schacht gefördert werden.

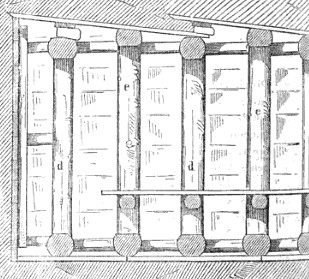
Getriebezimmerung, schematisch

- Getriebezimmerung: Methode zum Vortrieb in lockerem Gestein. Hölzer oder Profileisen werden – in zweckmäßiger Weise abgestützt – um den herzustellenden Hohlraum herum in das Lockergestein getrieben.
- Geviere: horizontaler Schachtrahmen aus Holz.
- Geviertfeld: Rechtwinklig begrenztes Feld, das je nach Bergbaurevier unterschiedlich groß war und in dem der Muter nach der Verleihung Bergbau betreiben darf.
- Gewerke: Anteilseigner einer bergrechtlichen Gewerkschaft. (Der Gewerke –> die Gewerken.) Siehe auch Kux.
- Gewerkenbeschluß: Beschluss der Anteilseigner einer Gewerkschaft über Angelegenheiten der jeweiligen Zeche. Wird in der Regel auf der Gewerkenversammlung gefasst.
- Gewerkschaftsstatut: Eine von einer Gewerkschaft mit einer, je nach Land, unterschiedlichen Mehrheit beschlossene Satzung.
- Gewerkenversammlung: Ist eine beschlussfassende Versammlung der Anteilseigner einer Gewerkschaft und wird auch Gewerkentag genannt.
- Gewerkschaft: Historische Unternehmensform im Bergbau, zulässig bis zum Inkrafttreten des Bundesberggesetzes 1980.
- Gewinnbarkeit: Widerstand den ein Mineral oder das Gebirge den Gewinnungsarbeiten entgegensetzt.
- Gewinnung, gewinnen: Lösen des abzubauenden Minerals aus der Lagerstätte.
- Gezähe: Werkzeug des Bergmannes.
- Gezeugstrecke: Alte bergmännische Bezeichnung für Sohle.
- Gleitbogenausbau: Nachgiebiger Ausbau mit der Verwendung als Streckenausbau.
- Glückauf (auch „Glück Auf!“): Bergmannsgruß, Ende des 16. Jahrhunderts im Erzgebirge entstanden. Heute allgemein der deutsche Bergmannsgruß.
- Göpel: Historische Förderanlage, entweder Pferde- oder Wassergöpel; im weiteren Sinn eine stärkere Fördermaschine.
- Granbywagen: Selbstentleerender Förderwagen mit seitlicher Entleerung, zur Förderung von Kohle, Erz und Salz.
- Grenzgeschwindigkeit: Maximal zulässige Geschwindigkeit auf die ein Fördergutträger beschleunigt werden kann, ohne dass es zu Problemen kommt.
- Grenzteufe: Teufe einer Schachtförderanlage, bei der die Belastung des Förderseils durch das Eigengewicht des Förderseils rechnerisch unendlich groß wird.
- Grubenausbau: Absichern und Offenhalten von Räumen unter Tage.
- Grubenbau: Oberbegriff für alle Hohlräume im Bergwerk, wie Strecken, Schächte, Strebe etc.
- Grubenbrand: Untertägig ausgebrochenes Feuer, das sich unkontrolliert entwickeln kann.
- Grubenfeld: Raum unterhalb der Erdoberfläche, in dem sich ein Bergbauberechtigter die Minerale der Lagerstätte aneignen darf.
- Grubenfunk: drahtloses Kommunikationssystem unter Tage.
- Grubengebäude: Gesamtheit der untertägigen Grubenbaue.
- Grubenholz: Holz, das im Bergbau im Tagebau und Untertagebau verwendet wird.
- Grubenjunge: Junger Bergmann im Alter von 14 bis 23 Jahren, der unter Tage für Hilfsarbeiten eingesetzt wurde.
- Grubenklima: Im untertägigen Bergbau die Wirkung verschiedener Klimakomponenten auf den Organismus des Menschen.
- Grubenpferd: Pferde und Ponys, die vor Einführung der mechanischen Streckenförderung unter Tage die Hunte zogen.
- Grubenstempel: Stützelement zum Abstützen des Hangenden.
- Grubenwarte: Übertägige Leitstelle zur Überwachung des Betriebsablaufs auf einem Bergwerk.
- Grubenwehr: Rettungstruppe für den Einsatz im Bergbau, analog zur Feuerwehr. Besteht aus freiwilligen, besonders qualifizierten Bergleuten.
- Grundsohle oder Grundschwelle: ein auf der Sohle einer Strecke aufliegendes Holz, auf das beim geschlossenen Türstock die Stempel gestellt werden.
- Grundstrecke: Tiefste streichende Strecke, im Erzbergbau auch Feldortstrecke genannt.

## H
- Häckel, ein Handstock, welcher zu festlichen Anlässen mitgeführt wird – auch Fahrstock oder Steigerstock genannt.
- Haitholz (auch Kappe, Hauptholz oder Hetholz): eines der beiden kürzeren Hölzer in einem Schachtgeviere.
- Halde: Im Bergbau eine künstliche Anhäufung von Material (Haufwerk) oberhalb der umgebenden Geländeoberfläche.
- Haldenlaugung: Aufbereitungsverfahren, bei dem die nutzbaren Metalle mittels eines Lösungsmittels aus dem Erz herausgelöst werden
- Hängebank: Stelle im Fördergerüst, seltener in einem Förderschacht (dann auf Höhe der Stollensohle), an welcher der Förderkorb bzw. die Fördertonne be- oder entladen wird. In der Regel weit oberhalb der Erdoberfläche, um Sturzhöhe für die Weiterverarbeitung des geförderten Gutes zu haben (siehe Rasenhängebank).

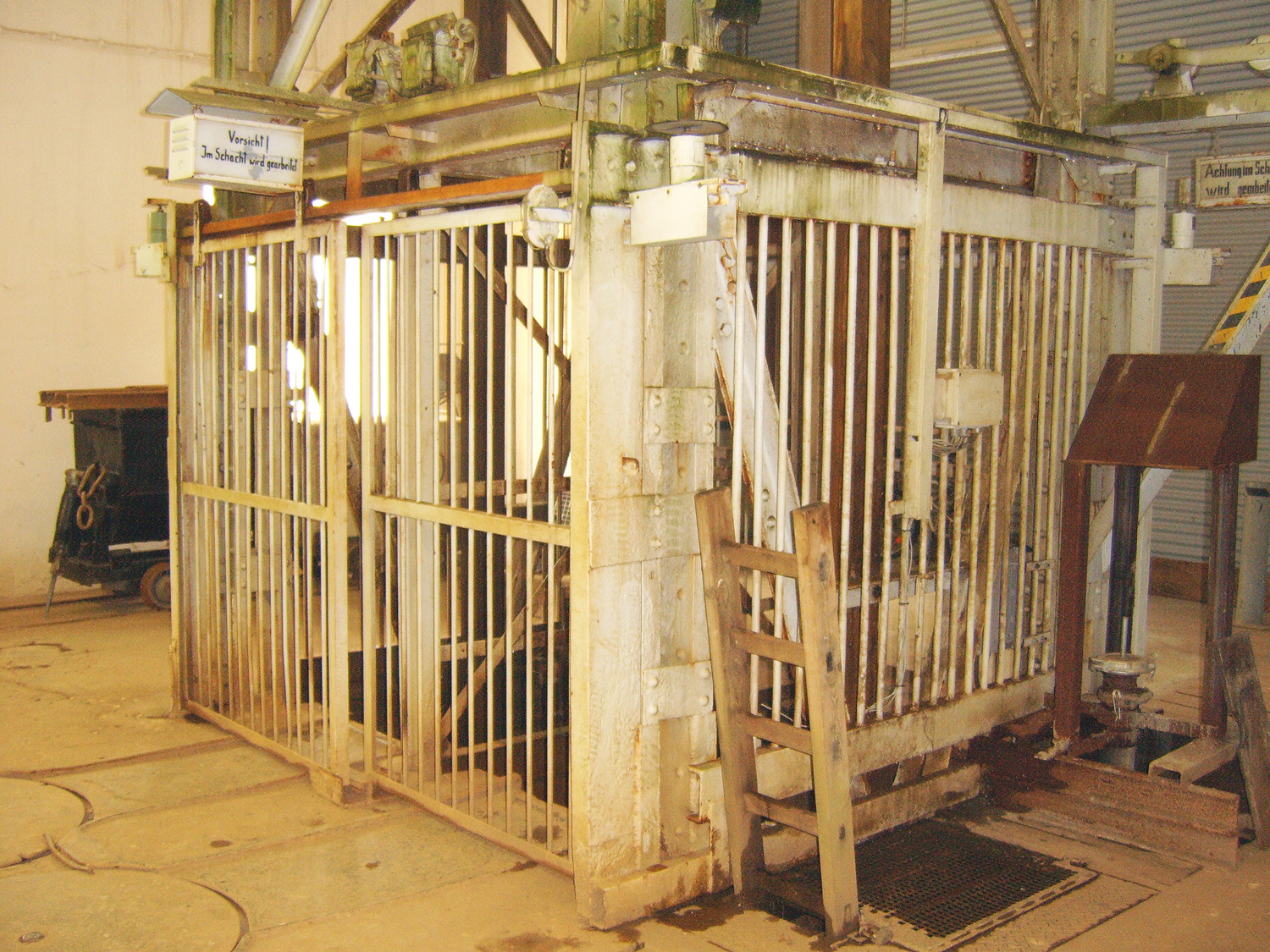
Rasenhängebank der „Reichen Zeche“ in Freiberg

- Hängen: Abwärtsfördern im Schacht, auch Einhängen.
- Hängezeug: Markscheiderische Geräte für einfache Messungen mit begrenzter Genauigkeit, bestehend aus Hängekompass, Gradbogen, Klemme und Messband.
- Hammelpfoten: Im Altbergbau bis zum 18. Jahrhundert 70–100 cm lange Guss- oder Eisenschienen, die aneinandergelegt Grubenbahnschienen bilden konnten.
- Hangendes: das Gestein oberhalb der Lagerstätte. Siehe Liegendes.
- „Hasen“: zum Mitnehmen passend gemachte Kohlebrocken (→ Matzeln, Armut, Mutterklötzchen)
- Haspel: Vorrichtung zum Aufwickeln eines Seiles.
- Haspelberg: einfallende Strecke, in der Hunte mittels Haspel gefördert werden.
- Haspelgerüst: feststehender Teil einer Haspel, bestehend aus Pfuhlbäumen, Querhölzern, Hängebank und Haspelstützen.
- Haspelgeviere: rechteckiger Unterbau der Haspel, bestehend aus Pfuhlbäumen und Querhölzern.
- Haspelhorn: Handhabe bzw. Kurbel an der Haspel zum Antreiben der Welle.
- Haspelknecht: Bergmann, der als Transportarbeiter in der Schachtförderung tätig war.
- Haspelschacht: älterer Schacht von geringer Teufe, mit einer (Hand-)Haspel als Fördermaschine.
- Haspelstütze oder Haspelsäule: im Haspelgeviere eingetiefte starke Bretter mit Lager für die Welle.

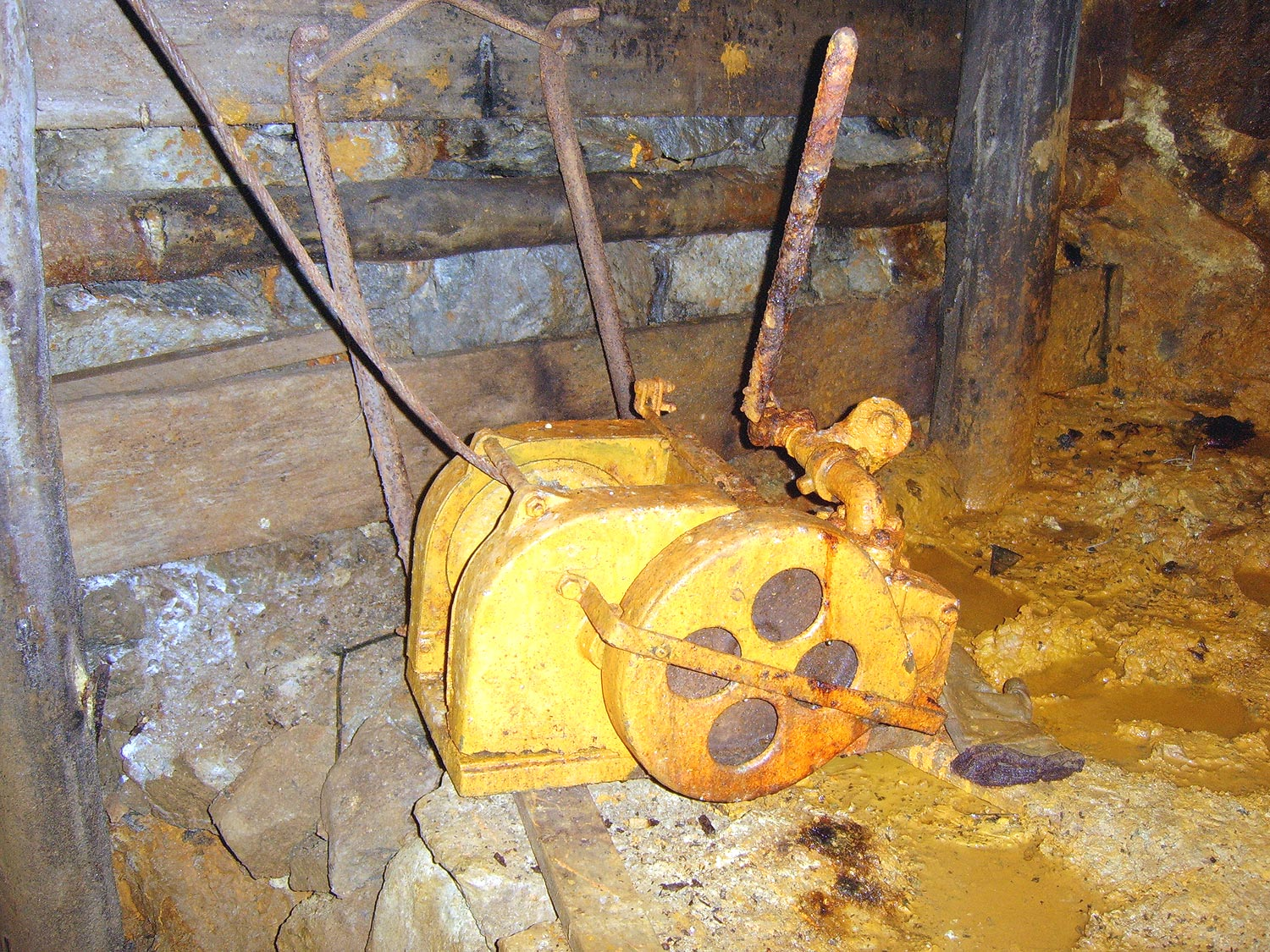
Pressluftangetriebener Haspel

- Hauer (auch Häuer): Berg–Facharbeiter. Lehrhauer: entspricht etwa Lehrling.
- Hauerausbildung: Erlernen von Fähigkeiten und Kenntnissen, die einen Bergmann zum Hauer befähigen.
- Hauerschein: Befähigungsnachweis im Bergbau, der durch die Hauerprüfung erlangt wurde und auch Hauerbrief genannt wurde.
- Haufwerk: Herausgebrochenes oder -gesprengtes Gestein.
- Hauklein: gehauenes, mittelkörniges Material aus dem Rohstoffkörper oder Nebengestein, welches beim Vortrieb anfällt.
- Heildiener (auch: Heilgehilfe): Sanitäter, Erstversorger für den Transport zur Verbandsstube
- Hinterfüllung: Ausfüllen des Hohlraumes zwischen dem Streckenausbau und dem Gebirge mit geeigneten Baumaterialien.
- Helm: Werkzeugstiel
- Holm: seitliche Stangen einer Fahrt, in welche die Sprossen eingesteckt werden.
- Hornstatt: ein in der Grube ausgehauener Raum, um eine Haspel bedienen zu können (oft nur im Bereich der Haspelhörner).
- Heinzenkunst: mittelalterliche Maschine zum Heben des Grubenwassers
- Hobel: Maschine zur schälenden Gewinnung von Steinkohle
- Hobelantrieb: Maschinelle Einrichtung, die der Bewegung des Kohlenhobel dient.
- Hobelverfahren: Verschiedene Verfahren zur Steinkohlengewinnung mittels Kohlenhobel.
- Holzkasten: Aus Kanthölzern oder Schwellen zusammengesetztes Stützelement.
- Honigmann-Verfahren: Schachtbohrverfahren für mildes, wasserführendes Gebirge
- Höffig: ein Gebiet oder eine Gesteinsformation, die – vermutet oder nachgewiesen – abbauwürdige Erze oder Minerale führt, bezeichnet man als höffig.
- Höflich (oder freundlich): Vom Bergmann angetroffenes Nebengestein oder Gangarten, die Hoffnung auf baldiges Auffinden nutzbarer Erze machen. Siehe auch höffig.
- Hütte: Anlage zur Gewinnung von Metallen aus Erz.
- Hüttenraiter: Bergbeamter des Hüttenwesens, verantwortlich für den ordnungsgemäßen Betrieb der Hütten.
- Hüttenwardein: Beamter der Hütte (s. Bergwardein).
- Hunt: offener Förderwagen.
- Huthaus: Zentrales Verwaltungsgebäude eines Bergwerks, das zugleich Materiallager, Gezähekammer, Werkstatt und Wohnung des Hutmannes war.
- Hutmann: Grubenaufseher mit der Aufgabe, das Bergwerk zu überwachen oder – wie man es damals bezeichnete – zu behüten.
- Hydraulischer Versatz: Versatzverfahren, bei dem der Transport des Versatzmaterials in Form einer Suspension oder eines Dickstoffes durch ein geschlossenes Rohrleitungssystem bis zu den einzelnen Einleitpunkten (Spülpunkten) in die Grubenhohlräume erfolgt.
- Hydromechanische Gewinnung: Verfahren, bei dem die Mineralien mittels Hochdruck aus dem Gebirge herausgelöst werden.
- Hydraulische Förderung: Stetigförderverfahren, bei dem das Fördergut unter Zuhilfenahme einer Trägerflüssigkeit befördert wird. Wird zusammen mit der Hydromechanischen Gewinnung eingesetzt.

## I
- Inspektionsprinzip: Organisationsprinzip, das der zweiten Hälfte des 19. Jahrhunderts im deutschen Bergbau gilt.

## J
- Joch: eine zur Befestigung eines Schachtes dienende, ringsum verlaufende Zusammenstellung von Hölzern. In rechteckigen Schächten ist ein Joch dasselbe wie ein Geviere. Des Weiteren ist in einem rechteckigen Schacht ein „halbes Joch“ eine Verbindung von drei Hölzern.
- Jungbergmann: Jugendlicher, der ohne Ausbildungsvertrag im Bergbau beschäftigt wird.

## K
- Kammerbau: Abbauverfahren im Tiefbau.
- Kappe: horizontal eingebauter Balken aus Holz oder Metall, Bestandteil des Grubenausbaus.
- Kasten: eine aus Einstrichen und Deckhölzern bestehende Bühnenkonstruktion, um Berge darauf zu laden.
- Katze: An der Decke hängendes, motorbetriebenes Transportsystem.
- Kaue: Ursprünglich Gebäude über dem Schacht als Witterungsschutz, später als Waschkaue der Umkleide- und Waschraum, unterteilt in Schwarz- und Weißkaue.
- Kaukamm: einseitig geschliffenes Grubenbeil, zum Hacken der Schar beim polnischen Türstock, oft auch fälschlich für Beil allgemein.
- Ketscher: Rungenwagen zum Materialtransport
- Kehrrad: Wasserrad mit umkehrbarer Drehrichtung zum Antrieb der Schachtförderung.
- Keilhaue: Einseitige Spitzhacke zum Lösen.
- Kettenriss: Zerstörung der Antriebskette beim Panzerförderer oder beim Kohlenhobel.
- Kind-Chaudron-Verfahren: Schachtbohrverfahren, das für festes Gestein geeignet ist.
- klauben: Auslesen der erzhaltigen Brocken und Krümel aus dem Fördergut. Erfolgte im historischen Bergbau von Hand, heute meistens maschinell.
- Kleinzeche: War nach Belegschaft, Ausstattung und Produktion keine große Zeche.
- Knapp: Teil des Abbaus, der bei Arbeiten vor Ort auf einen Mann oder eine Gruppe entfällt
- Knappe: Bergmann, der die Lehre abgeschlossen hat, Geselle.
- Knappenschein: Befähigungsnachweis, der als Nachweis über eine abgeschlossene Knappenlehre diente.
- Knappenverein: Privater Zusammenschluss mehrerer Bergleute eines Bergwerks oder eines Bergreviers zu einem Verein, welcher der Kameradschaftspflege und der Pflege bergmännischer Traditionen dient.
- Knappschaft: Zusammenschluss von Bergleuten zur Durchsetzung von Berufsinteressen und zur gegenseitigen sozialen Absicherung. Heute auch Synonym für die Sozialversicherungen der Bergleute.
- Knappschaftsbrille: Dreckränder um die Augen herum.
- Kniebügel: Knieschutz des Bergmanns, als Schutz vor Nässe und Kälte beim Knien, siehe auch Arschleder.
- Koepeförderung: Art der Schachtförderung (nach Carl Friedrich Koepe). Siehe auch „Treibscheibenförderung“.
- Kohlengräberei: Methode der Kohlengewinnung mittels einfacher Werkzeuge, als Folge der Kohlengewinnung entstanden Pingen.
- Kohlenhobel: eine Abbaumaschine, die die Kohle aus dem Stoß schält, „abhobelt“.
- Kohlenstoß: Flözfront im Abbau, entspricht der → Ortsbrust
- Konvergenz: Ist das Zusammendrücken des Streckenquerschnittes aufgrund des Gebirgsdrucks.
- Konsolidation: Zusammenschluss mehrerer Grubenfelder bzw. der dazugehörigen Berechtsamen.
- Kopfstrecke: obere Begleitstrecke des Abbaus.
- Kranz: ein Reifen zur Befestigung, Verstärkung und Verdichtung des Ausbaues eines runden Schachtes.
- Kratze, auch Krätzer: Hacke mit drei- oder rechteckigem Blatt, wird benötigt, um das Liegende zu säubern bzw. die Schaufel effizient zu füllen.
- Kratzförderer: siehe Panzerförderer
- Krummhälserarbeit: Abbauverfahren, bei dem durch liegende Erzgewinnung in engen Flözen Schäden an der Wirbelsäule entstehen.
- Kübelwart: Person, die für die Entleerung der sich unter Tage befindenden Abortkübel verantwortlich ist.
- Kuhlenbau: Abbauverfahren bei dem mittels kleiner Schächte, sogenannter Kuhlen, eine Lagerstätte ausgebeutet wird.
- Kumpel: Bergmann.
- Kunst: Historische Bezeichnung für jede Form einer Maschine. Wasserkunst: Maschine zum Heben von Wasser aus der Grube. Fahrkunst: Maschine zur vertikalen Personenförderung.
- Kunstmeister und -knecht: Historisch: Bergmann, der die Kunst baut und wartet.
- Kunstrad: Wasserrad mit Krummem Zapfen (Kurbel) zum Antrieb von Künsten.
- Kupellation: Trennung von Blei und Silber in einem speziellen, meist aus keramischen Material gefertigten Tiegel („Kupelle“).
- Kux: Anteilsschein an einer Gewerkschaft.
- Kuxkränzler: Makler der im Bergbau als Unterhändler der Gewerken auftrat und den Kauf- und Verkauf der Kuxe abwickelte.

## L
- Lachter: altes Längenmaß, ca. 2 m. Das Clausthaler Lachter betrug 1,92 m, das alte Freiberger Lachter 1,942 m, das neue sächsische Lachter exakt 2,000 m.
- Lader oder Ladewagen: Vielfältig verwendeter Begriff für ein Gerät zum Wegladen des Haufwerks. Es kann sich um selbstfahrendes Gerät mit Raupenfahrwerk, freilaufendem oder schienengebundenem Radfahrwerk handeln, aber auch um einen kurzen Panzerförderer, der beim Durchsenken das Haufwerk vom Sohlenniveau in einen beigestellten Förderwagen befördert.
- Ladholz: das hinter die Stempel gesteckte Holz in Verzügen.
- Ladesäule: Durch Patrone oder lose Einblasung eingebrachter Sprengstoff im Bohrloch.
- Lager: Sedimentäre Lagerstätte, die im Gegensatz zum Flöz nicht flächig ausgedehnt ist.
- Lagerung: Einteilung der Lagerstätten nach ihrer Neigung gegenüber der Horizontalebene.
- Lampenstube: Raum auf einem Bergwerk zum Aufladen, Aufbewahren, Warten und gegebenenfalls zur Reparatur von bergmännischem Geleucht nach dem Einsatz unter Tage.
- Längenfeld: Maßangabe für ein Berechtsamsmaß in Preußen, welches zunächst auf ein Flöz beschränkt war, ab 1821 aber auch für mehrere Flöze galt. Nach Inkrafttreten des Längenfeldbereinigungsgesetzes wurden alle noch bestehenden Längenfelder gelöscht.
- Laufpfoste, Laufbrett oder Laufdiele: auf die Streckensohle unmittelbar oder auf Polster gelegte Hölzer, um darauf zu fahren und zu fördern.
- Lauge: überwiegend im Salzbergbau verwendeter Begriff für in Grubenbaue eintretende Salzlösungen aus dem umgebenden Salinar, unabhängig von der Genese (Ursprung, Entstehung), chemischen Zusammensetzung (gesättigte oder ungesättigte „Laugen“) und Zutrittsmenge (der sogenannten „Schüttung“).
- Lehen: Flächenmaß im frühen Bergbau mit den Abmessungen sieben Lachter Länge und sieben Lachter Breite.
- Lehenbrief: Verleihungsurkunde, die einem Muter bei der Verleihung einer gemuteten Grube vom Bergamt zugestellt wurde.
- Lehenschein: Bescheinigung, die vom Bergmeister erstellt und an den Gegenschreiber geschickt wurde, damit dieser dann die Eintragung im Gegenbuch machen konnte. Den Lehenschein erhielt der Lehnträger als Bestätigung.
- Lehnhauer: Bergmann, der im späten Mittelalter von einer Gewerkschaft ein Stück des Grubenfeldes der Gewerkschaft bearbeitete und dafür einen Anteil erhielt.
- Lehnträger: Im Bergbau die Person, auf die das Lehn geschrieben wurde.
- Leitbaum: Hölzer, die bei (nicht ausgebauten) tonnlägigen Schächten am Liegenden angebracht werden, damit die Fördergefäße nicht über den Fels schrammen.
- Leseband: Förderband auf dem die geförderte Kohle manuell von Fremdstoffen, vorwiegend Gestein, befreit wurde.
- Letten: knetbarer Ton, als Lettenbesatz verwendet.
- Lichtloch: Enger Schacht, der zur Bewetterung der Grubenbaue auf einen tieferen Grubenbau abgeteuft wird.
- Liegendes: Das Gestein unterhalb der Lagerstätte.
- Liese: enge Kluft, Felsspalte, schmaler Riss im Gestein
- Load Haul Dump (abgek. LHD): Englische Bezeichnung eines Fahrladers, die auch im Deutschen gebräuchlich ist.

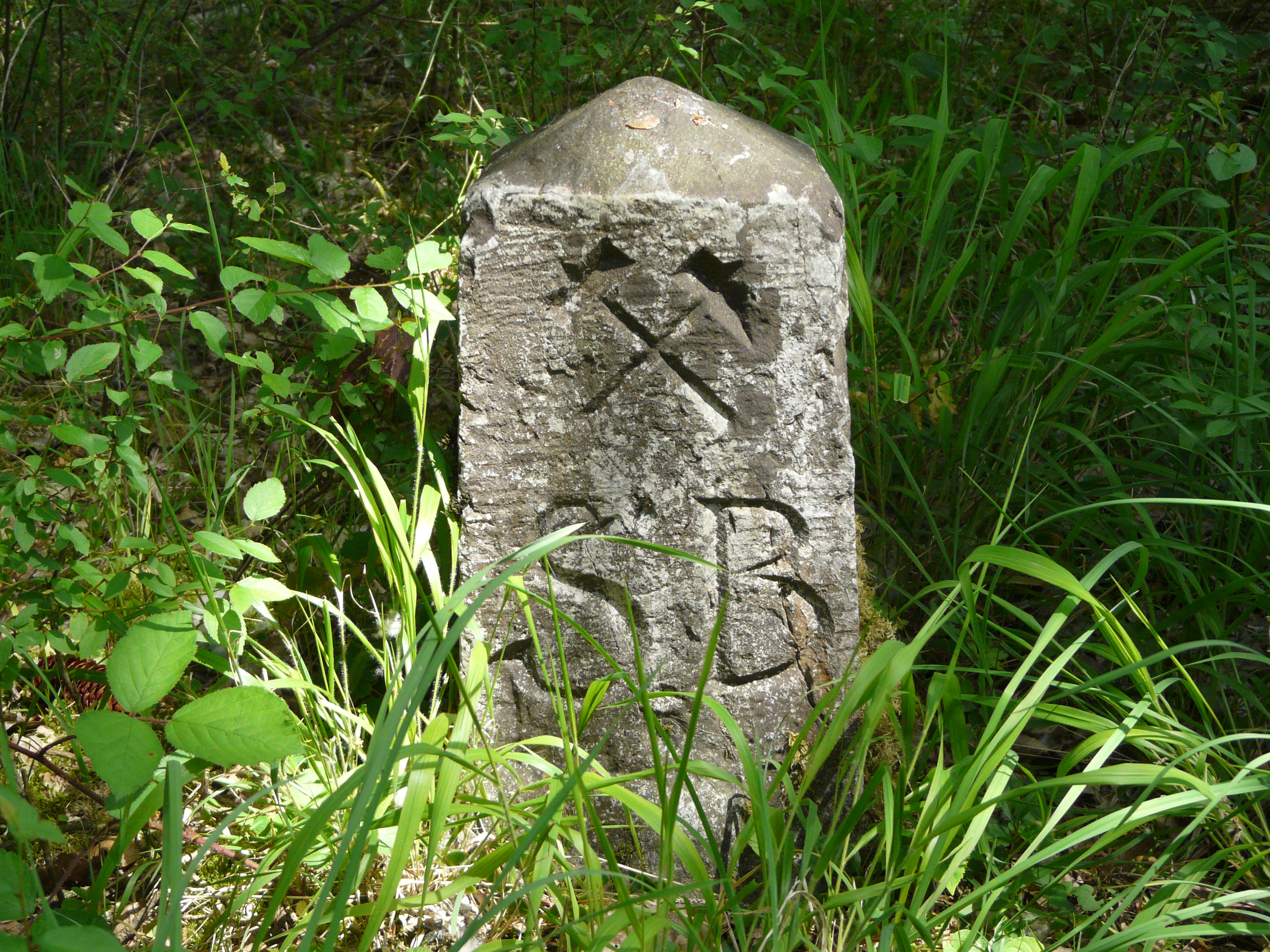
Lochstein

- Lochstein: Ein die Markscheide kennzeichnender Grenzstein über Tage.
- Lösen: Als lösen wird sowohl das Abführen des Grubenwassers oder der Abwetter aus dem Grubenfeld, als auch das Erschließen einer Lagerstätte bezeichnet. Auch die Trennflächen zwischen Gebirgsschichten untereinander werden als Lösen bezeichnet.
- Löser: Gesteinsbrocken, der sich von der Firste ablösen und herunterfallen kann oder bereits heruntergefallen ist. Löser, die herabzufallen drohen, können mit Firstankern gesichert werden.
- Lösestunde: Zeitabschnitt während einer Schicht, in dem die Bergleute einander abwechseln oder eine Ruhepause machen.
- Lutte: Luftleitung zur Heranführung frischer Wetter.
- Luttenfurz: Im Erzgebirge Begriff für einen kleinen Bergmann, der die geeignete Größe hätte, um die Lutten von innen zu reinigen. Bei früheren Lutten aus Holz war das gelegentlich notwendig, um sie vor Verrottung zu schützen.

## M
- Maaß: Maß für Teile eines Grubenfeldes, das über die Fundgrube hinaus verliehen werden konnte (etwa weil im Anschluss an die Fundgrube kleinere Feldesteile noch nicht verliehen waren). Im Oberharz 1 Maaß = 28 Lachter = 53,8 m.

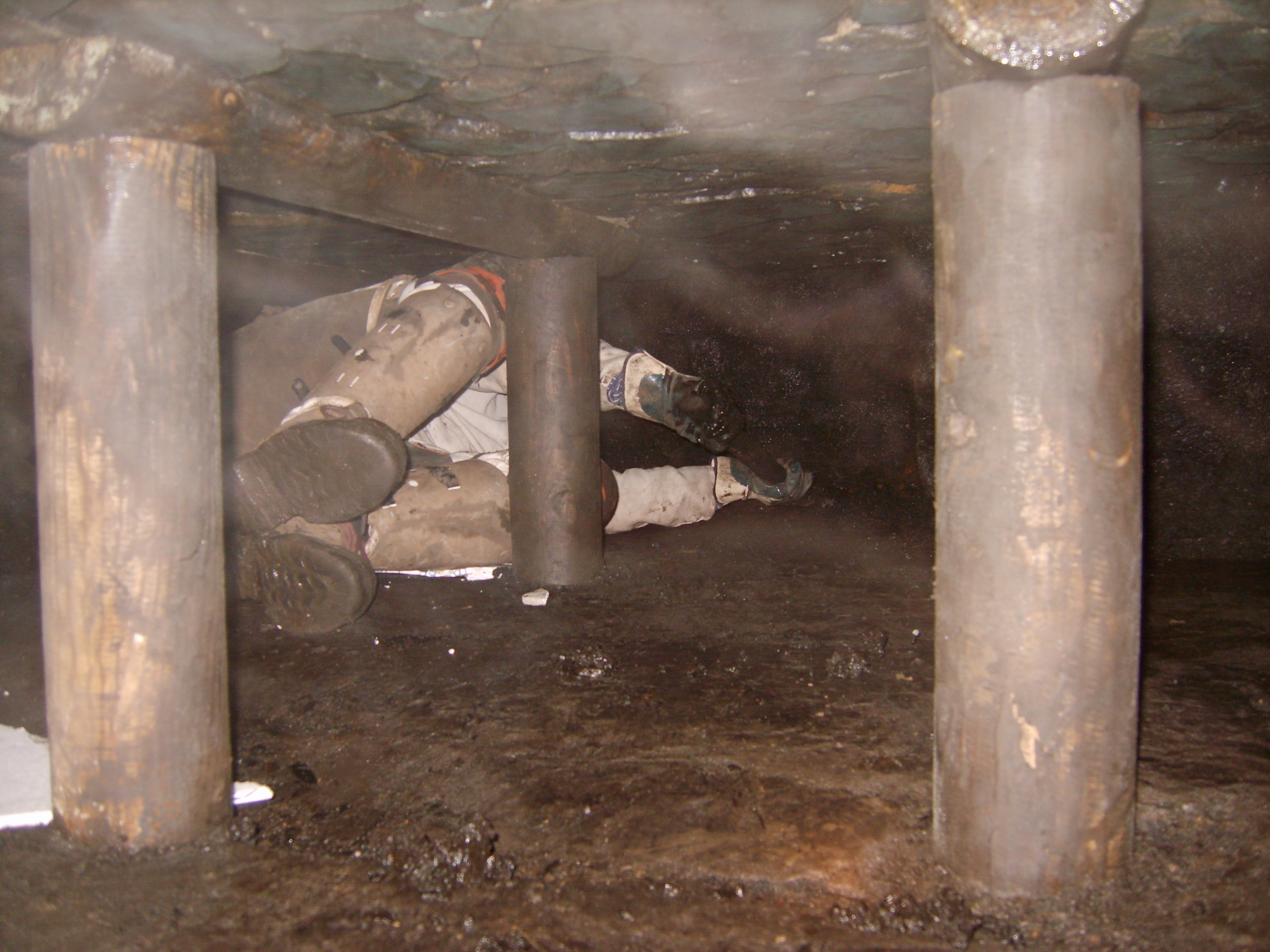
Vor Ort in einem Flöz sehr geringer Mächtigkeit

- Mächtigkeit: die Dicke einer Gesteinsschicht oder eines Flözes
- Mann, siehe dort
- Markenkontrolle: Jeder Bergmann hatte zum Einfahren eine Metallmarke mit seiner persönlichen Nummer an einer Belegungstafel auf dem jeweiligen Arbeitsplatz einzuhängen und zur Ausfahrt wieder abzuwerfen. Dadurch war eine Information über das eingefahrene Personal und dessen Einsatzort möglich.
- Markscheide: Grenze eines Grubenfeldes, Grenze zwischen Grubenfeldern.
- Markscheider: Vermessungsingenieur unter Tage.
- Markscheiderzeichen: Markierungen und Symbole die vom Markscheider verwendet wurden, um bestimmte Anhaltspunkte zu kennzeichnen.
- Matte Wetter: Verdorbene bzw. verbrauchte Atemluft mit einem zu geringen Anteil an Sauerstoff.
- Matzl: siehe Mutterklötzchen
- Mehrseilförderung: Auch Mehrseilförderanlage genannt, ist eine maschinelle Einrichtung, die bei der Schachtfördertechnik im Bergbau angewendet wird.
- Mettenschicht: Letzte verfahrene Schicht vor Weihnachten.
- Mottek: aus dem Polnischen entlehnter Begriff für den Bergmannshammer, insbesondere im Ruhrbergbau verbreitet. Siehe auch Bello, Dicker Hammer.

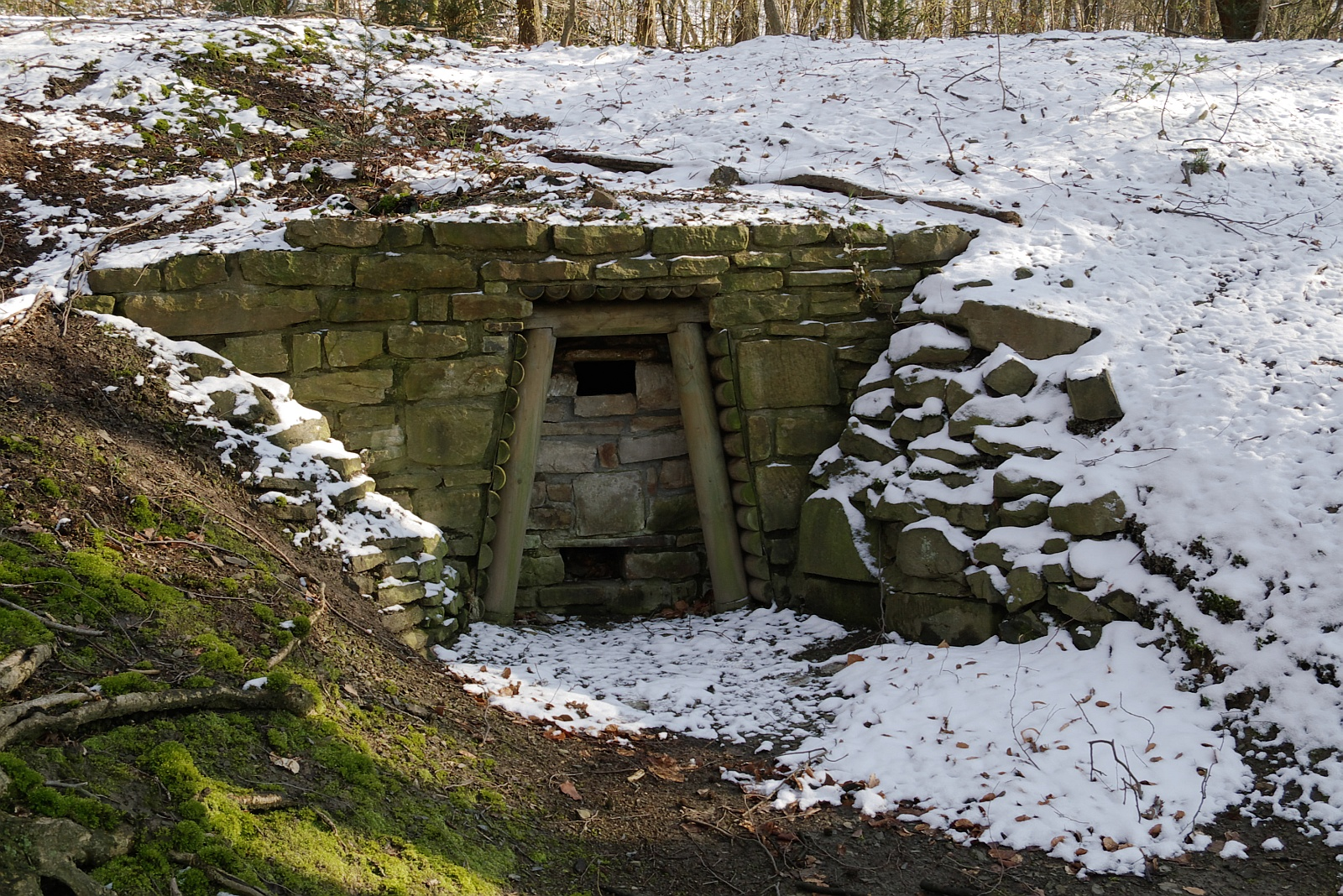
Mundloch einer historischen Zeche

- Mountaintop removal mining: Bergbau, bei dem zur Gewinnung der darunter liegenden Rohstoffe Bergkuppen gesprengt und anschließend abgetragen werden.
- Mundloch: Öffnung des Stollens an der Tagesoberfläche.
- Mutung, Muten: Die Verleihung von Bergwerkseigentum an einem bergfreien Mineral beantragen.
- Muter: Erster Finder eines Minerals, der dann die Mutung auf Verleihung des Bergwerkeigentums einlegte.
- Muthzettel: Bewilligungsbrief, der einem Muter nach erfolgter Mutung einer Lagerstätte vom Bergmeister oder vom Bergvogt erteilt wurde.
- Mutterklötzchen, Matzl: Ein etwa fußlanger Holzabschnitt, den die Bergleute als Anmachholz von der Arbeit mit nach Hause genommen haben. Dieser „Holzdiebstahl“ war zwar verboten, wurde aber als Gewohnheitsrecht angesehen.
- Mutungs-Übersichtskarte oder auch Mutungskarte, sie wird bei den für die Bergaufsicht zuständigen Bergbehörden geführt und gibt einen Überblick über die verliehenen Grubenfelder.

## N
- Nachlesebergbau: Gewinnung von Lagerstättenteilen, die während des vorherigen Betriebes aus verschiedenen Gründen nicht gewonnen wurden.
- nachreißen: einen Grubenbau erweitern.
- Nassabbau: Form des Abbaus von lockeren Gesteinsmassen, bei der die Gewinnung des Rohstoffes unterhalb der Grundwasserlinie erfolgt.
- Nebenort: ein vom Hauptabbau abzweigender Ort. Seitlich: „Flügelort“; nach oben: „Steigort“; nach unten: „Fallort“.
- Nebenschicht: Eine Schicht neben den Hauptseilfahrzeiten im 3/3- oder 4/3-Betrieb. Bei diesen zusätzlichen Seilfahrten fahren z. B. Lokfahrer und Bedienungsleute eine Stunde vor der üblichen Seilfahrt an, um den Betrieb zur regulären Schichtzeit sicherzustellen.
- Nest (Geologie): Kleinere und unregelmäßig geformte Mineral- oder Gesteinsmassen, die sich in einer fremden Gebirgsformation befinden. Der Bergmann bezeichnet sie auch als Putzen oder Butzen.
- Neubergmann: Bergfremder in den ersten Wochen seiner Beschäftigung unter Tage. Neubergleute werden einem erfahrenen Hauer als Helfer zur Hand gegeben.
- Nie-Nie: Kopfnote auf den Zeugnissen der Bergschule, bedeutete nie versäumt und nie zu spät gekommen. Diese Note war für die Anstellung als Steiger bei einigen Bergwerksgesellschaften wichtiger als die Leistungen in den Lehrfächern.

## O
- Oberbank: Oberer Teil eines zweiteiligen Flözes. Siehe Unterbank.
- Ort: Die Stelle, wo abgebaut wird oder eine Strecke vorgetrieben wird („vor Ort“). Ende einer Strecke.
- Örterbau: Abbauverfahren, bei dem 50–100 Meter lange Strecken – Örter – aufgefahren werden, um so die Lagerstätte auszubeuten.
- Ortsbrust: Wand/Stoß am Ende eines Grubenbaus, an der der Vortrieb stattfindet oder stattgefunden hat.

## P
- Panne, Pannschüppe: Umgangssprachlich für Pfannenschaufel (regional). Siehe auch Weiberarsch.
- Panzerförderer: eigentlich Kettenkratzförderer, ein sehr robustes Fördermittel zum Transport der hereingebrochenen Kohle aus dem Streb in die Fußstrecke.
- Panzer rücken: ein immer wiederkehrender Arbeitsgang; den Panzerförderer eine Gasse zum Kohlenstoß rücken, nachdem etwa 2 m Kohle auf der gesamten Strebfront hereingewonnen wurde. Heute bei Schildausbau automatisiert.
- Panzerfahrer: der Bergmann, der den Panzerförderer bedient und überwacht; kein Soldat.
- Pendelförderung: Ein Verfahren der Streckenförderung, bei der ein Gefäß hin- und herbewegt wird.
- Personenzug: Speziell für die untertägige Personenbeförderung zusammengestellter Zug aus Sonderwagen.
- Peuschel: schwerer, beidhändiger Hammer (Vorschlaghammer). Regional auch Päuschel.
- Pfannenschaufel: Schaufel, mit deren Hilfe das gelöste Gut, z. B. Kohle, auf das Fördermittel geladen wird.
- Pfeilerbau: Abbauverfahren, das zum Abbau plattenförmiger Lagerstätten mit einem flachen Einfallen von maximal 50 Gon angewendet wird.
- Pfändung: Futter oder Widerlager aus Holz.
- Pfeife oder Bohrpfeife: Bohrloch im Gestein oder Rohstoffkörper zur Aufnahme von Sprengmittel für die Sprengarbeit.
- Pfuhlbaum oder Pfühlbaum: Lagerholz, einer der beiden unten liegenden Hölzer im Haspelgeviere, in die meist die Haspelstützen eingezapft sind.

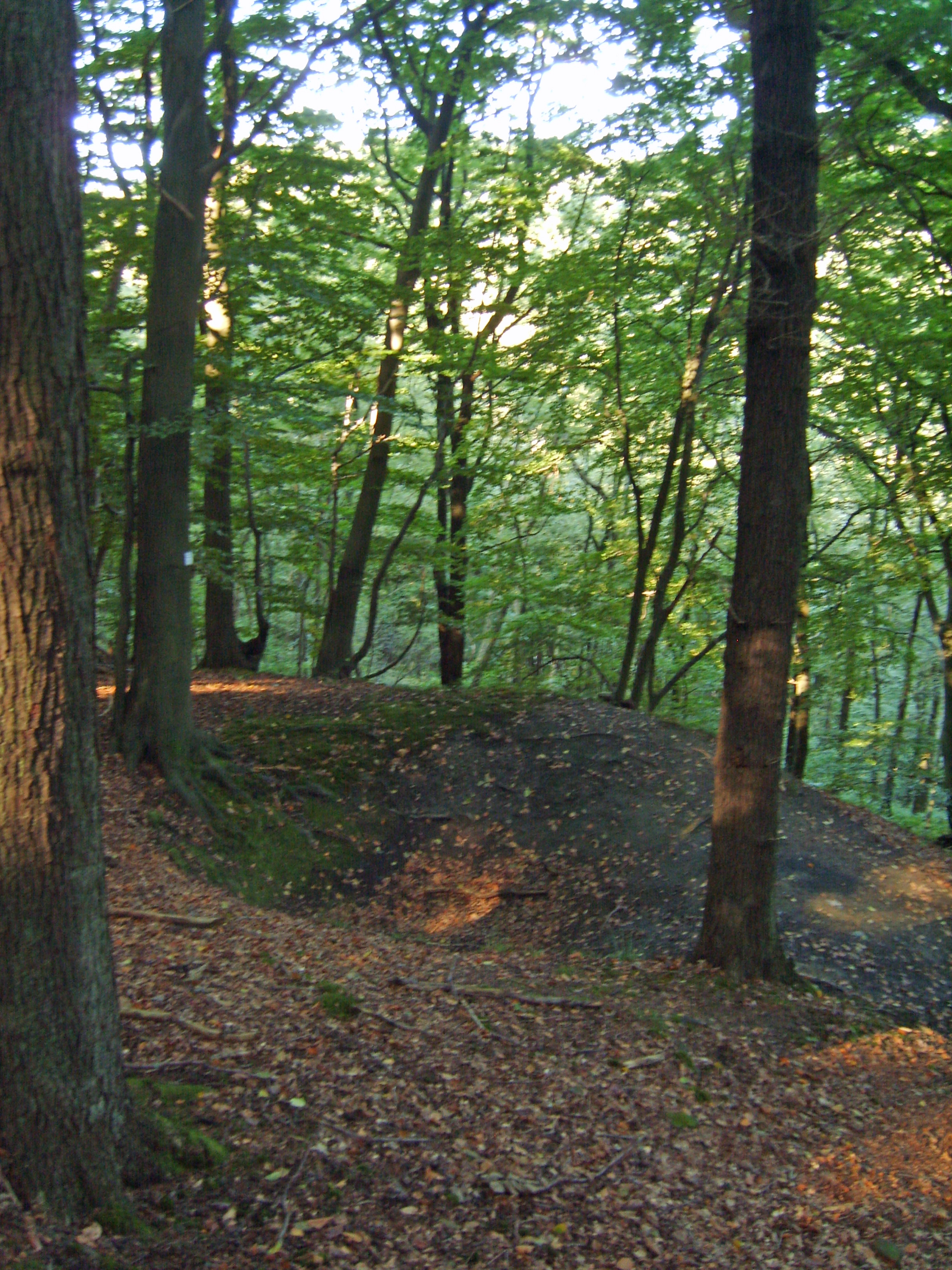
Pinge

- Pinge: Von früherem Bergbau zurückgebliebene meist mulden- oder trichterförmige Vertiefung an der Tagesoberfläche, entstanden durch oberflächennahen Abbau, Einsturz eines Schachts (Schachtpinge) oder eines untertägigen Hohlraums.
- Pochwerk: Übertägige Aufbereitungsanlage zur Zerkleinerung des Gewinnungsmaterials (meist Erz).
- Polenflinte: Auf die schlesische Herkunft vieler Bergleute im Ruhrgebiet anspielende Bezeichnung für den Abbauhammer (Pickhammer).
- Polster oder Prune(n): hölzerne Schwelle zum Auflegen einer Laufpfoste.
- Polygonausbau: Zusammengesetzter Vieleckausbau der zur Verstärkung des Streckenausbaus eingebaut wird.
- Pöngel: Wäschebündel (Wäschenetz) der Bergleute zum Transport der Arbeitskleidung.
- Prellträger: Träger zum Schutz der Seilscheiben vor Beschädigung durch die Fördermittel.
- Pressbau: Ein Verfahren im Bergbau, bei dem Materialien durch Druck in die gewünschte Form oder an die erforderliche Stelle gebracht werden. Der Pressbau wird häufig verwendet, um Stollen zu stabilisieren oder Hohlräume zu füllen. Diese Technik trägt zur Sicherheit und Effizienz im untertägigen Betrieb bei.
- Probierwesen: Kenntnis und Anwendung von Mitteln und Verfahren zur Bestimmung der Inhaltsstoffe von Mineralien (z. B. Metallgehalt) und der Reinheit von Metallen.
- Prospektor: Erkunder, der nach Lagerstätten sucht (ähnlich dem heutigen Geologen).
- Püngel: Kleidung
- Pumpenkammer: Grubenbau, in dem die Maschinen für die Wasserhaltung installiert sind.
- Pumpenkunst: Wasserhebemaschine, die ab Mitte des 16. Jahrhunderts zur Wasserhaltung eingesetzt wurde.
- Pütt: Im Ruhrgebiet unter Bergleuten üblicher Begriff für Bergwerk, davon ausgehend auch Püttmann als Bezeichnung für den Bergmann.

## Q
- Querbau: Abbauverfahren, das in mächtigen, steil einfallenden Lagerstätten und in untertägigen Steinbrüchen angewendet wird.
- Quergestein: das zwischen Gängen liegende Gestein, wird bei Auffahrung eines Querschlags von diesem im rechten Winkel durchfahren.
- Querholz: eines der beiden oben liegenden Hölzer im Haspelgeviere, die zur Versteifung und Stabilität dienen.
- Querschlag: Eine Strecke, die quer zum Einfallen der Gebirgsschichten aufgefahren wird.

## R

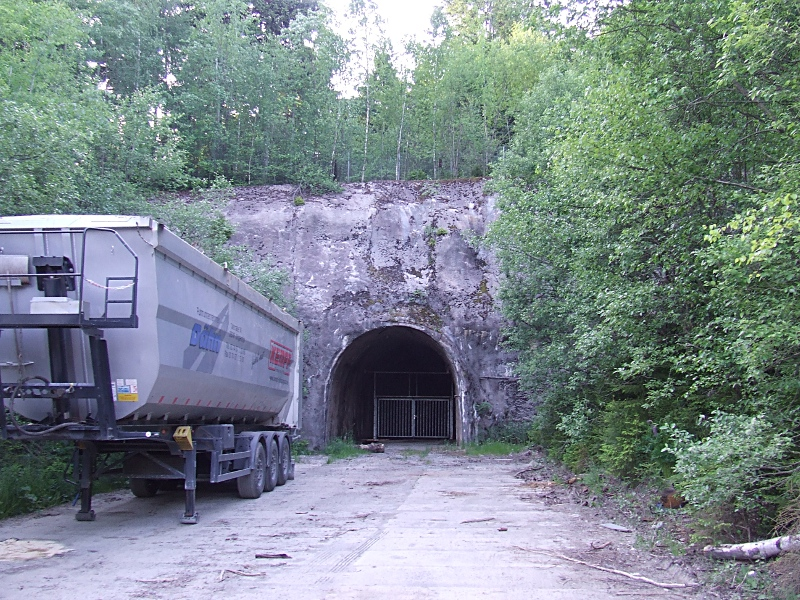
Mundloch einer Rampe (Brunndöbra)

- Raithalde: meist an oberen Bachläufen befindliche, kleine hügelige und rippenförmige Halden vom Seifenabbau (auch „Saife“ oder „Saiffe“).
- Rampe: Geneigter, geradlinig oder spiralig („Wendel“) verlaufender Grubenbau. Rampen sind so angelegt, dass sie mit Großtechnik wie Fahrladern, Muldenkippern oder normalen Lkw befahren werden können. Rampen fallen im Gegensatz zu Stolln in die Lagerstätte ein, der höchste Punkt einer Rampe ist das Mundloch. Auf diese Weise kann auch aus größeren Teufen mit gleisloser Großtechnik gefördert werden.
- Rasen: Die natürliche Tagesoberfläche.
- Rasenhängebank: Hängebank zu ebener Erde.
- Raubbau: Auf kurzfristigen Höchstgewinn gerichteter Abbau, unter Verzicht auf vollständige Gewinnung und nachhaltigen Betrieb.
- Rauben: Entfernen der Betriebsmittel und des Grubenausbaus aus aufzugebenden Grubenbauen oder Betriebspunkten.
- Raubhilfe: Speziell für die Raubarbeit angefertigte Werkzeuge oder Arbeitsgeräte.
- Reifenschacht: Kleiner Schacht mit rundem kleinen Querschnitt und geringer Teufe. Wird mit biegsamen Zweigen ausgebaut.
- Reifenzimmerung: Spezieller Schachtausbau der aus dünnen, rund gebogenen Baumstämmen oder Ästen, die als Bügel bezeichnet werden, besteht.
- Repräsentant: Durch die Gewerkenversammlung gewählter gesetzlicher Vertreter einer Bergrechtlichen Gewerkschaft.
- Restpfeiler: Stehen gelassene Teile einer flözartigen Lagerstätte.
- Retardat: Bergrechtlicher Vorgang im frühen Bergbau, durch den ein Kuxinhaber seine Anteile verlieren konnte, wenn er seine Zubuße nicht bezahlte.
- Revier: 1) im engeren Sinne eine Abteilung zur Ausführung von Abbau- und sonstigen Arbeiten an mehreren Betriebspunkten in einem bestimmten Teil eines Grubenfeldes sowie
2) im weiteren Sinne Bezeichnung für ein Gebiet, in dem bestimmte mineralische Rohstoffe abgebaut werden.
- Revierbeamter: Ein Bergbeamter, der entweder die bergbehördlich erste Instanz bildete oder nicht bildete und nur mit bergpolizeilichen Aufgaben beauftragt wurde.
- Rezessgeld: Abgabe, die ein Muter nach der Verleihung eines Grubenfeldes pro Quartal an das Bergamt zahlen musste.
- Rezessschreiber: Bergbaubeamter im Mittelalter, der am Bergamt die Tätigkeit eines Buchhalters ausübte. Für den Beruf waren fundierte Bergbau- und gute Mathematikkenntnisse erforderlich.
- Richtschacht: Schacht, der geradlinig (ohne besondere Rücksicht auf den Verlauf der Lagerstätte) abgeteuft wird.
- Richtstrecke: Strecke, die geradlinig im mittleren Streichen („Generalstreichen“) abseits der Lagerstätte aufgefahren wird.
- Ringausbau: Geschlossener Grubenausbau, der aus zusammengesetzten Stahlsegmenten besteht.
- Rinne oder Gerinne: U-förmig ausgebeiltes Rundholz zur Ableitung von Wasser.
- Rohraufgeber: Eine aus zwei oder drei Kammern bestehende Aufgabevorrichtung für Wasser oder Suspensionen, die auch als Mehrkammer-Rohraufgeber bezeichnet wird.
- Rolle, eigentlich Rollloch: vertikaler Grubenbau zur Förderung von Gut oder Bergen aus dem Abbau oder einer oberen Strecke in eine tieferliegende Strecke.
- Rösche: Kurze Strecke zum Abführen von Wasser.
- Ruhebühne: Ein Podest in der Schachtröhre zwischen zwei Fahrten (=Leiter).
- Rückbau: Form der Abbauführung von der Grenze der jeweiligen Bauhöhe zurück bis zum Anfang des Baufeldes.
- Rundbaum: Welle einer Haspel.
- Ruschel: Nicht mineralisierte Schergänge, die im Gegensatz zu mineralführenden Gängen nur zerriebenes Nebengestein enthalten und geringe Standfestigkeit besitzen.
- Rutsche: Konstruktion, die aus geneigten Ebenen besteht und im Salzbergbau zum Einfahren der Bergleute genutzt wird.
- Rutschenbär: Im Ruhrgebiet früherer Begriff für Vorarbeiter unter Tage, entspricht dem Panzerfahrer. Siehe Schüttelrutsche.

## S
- Saalband: Grenzfläche zwischen Gang und Nebengestein.
- sacken: bergmännisch für schaufeln
- Saline: Anlage, in der aus Salzlösungen durch Verdunstung des Wassers Kochsalz gewonnen wird.
- Salzlagerstätte: natürliches Vorkommen von Salzen, bilden sich vor allem durch Verdunstung von Meerwasser, enthalten meist verschiedene Salze.
- Sargdeckel: Ein sich an vorhandenen Trennflächen ohne Vorwarnung aus dem Hangenden lösender sehr großer Stein.
- Saubern: reinigen, in Ordnung halten, Sohle planieren.
- Sauerstoff-Selbstretter: Kleines Atemschutzgerät mit Drucksauerstoff, das im Bergbau unter Tage im Gefahrenfall zum Einsatz kommt.
- Schaar: das halbrund ausgehackte oder gefräste obere Ende eines → Stempels beim polnischen Türstock
- Schacht: Seigerer, seltener auch tonnlägiger Grubenbau zum Fördern (Förderschacht) oder Bewettern (Wetterschacht). Schächte, die nur untertägige Grubenbaue verbinden, aber nicht zur Tagesoberfläche führen, werden Blindschächte genannt.
- Schachtabsenkanlage: Universell einsetzbare Schachtbohrmaschine für Teufen von bis zu 150 Metern.
- Schachtansatzpunkt: Bei Tagesschächten der Punkt an der Tagesoberfläche, an dem der Schacht abgeteuft werden soll.
- Schachtausbau: Verkleidung der Schachtwand, die dazu dient, den seitlichem Gebirgsdruck abzufangen.
- Schachtbohrverfahren: Verfahren mit denen Schächte durch Bohren unter Zuhilfenahme unterschiedlicher Maschinen erstellt werden.
- Schachtförderung: Förderung von Produkten, Versatz, Material und Personen vom Füllort bis zur Hängebank in Schächten.
- Schachtführung: Schachteinbauten, die den Fördergutträger in der Spur des jeweiligen Schachttrums lenken.
- Schachthaus, auch Treibehaus: Ein über der Schachtöffnung errichtetes Gebäude, das für unterschiedliche Zwecke genutzt wurde.
- Schachthut: Bergmännische Kopfbedeckung, die Bestandteil der bergmännischen Arbeitskleidung war. Wird auch Schachthütel, Schachtmütze, Bergmannshut oder Zechenhut genannt.
- Schachtkopf: oberer Abschluss eines Schachtes (→ Mundloch).
- Schachtscheibe: Schachtquerschnitt mit Schachtausbau sowie der Einteilung der verschiedenen Trümer.
- Schachtscheider: Bauelement aus Holz oder Mauerwerk zur Aufteilung des Schachtes in separate Trume.
- Schachtsignalanlage: Technische Einrichtung im Schacht zur Kommunikation zwischen Fördermaschinist und Anschläger.
- Schachtstuhl: Konstruktion an den Anschlägen im Übergangsbereich vom Schacht ins Füllort.
- Schachtsumpf: Tiefster Teil des Schachtes, unterhalb der tiefsten angeschlossenen Sohle. Dient der Aufnahme des Grubenwassers.
- Schachtverbruch: Plötzliches Abgehen der Schachtverfüllung bei abgeworfenen Tagesschächten.
- Schachtverwahrung: Abschluss eines abgeworfenen Tagesschachtes.
- Schachtziege: lustiger Grubengeist, der vor allem jüngeren Bergleuten gegenüber als Quelle für allerlei Schabernack diente.
- scharen: spitzwinkliges Zusammentreffen von Erzgängen.
- Scheffel: Altes Raummaß, das u. a. in Westfalen zum Messen der Steinkohle verwendet wurde.
- Scheibe: anderer Begriff für die → Ortsbrust
- Scheibenabbau: Abbau besonders → mächtiger Flöze in mehreren Etagen.
- Scheidebank: Aufbereitungshalle eines Bergwerks, in der das Erz manuell vom tauben Gestein getrennt wurde. Die Arbeit auf der Scheidebank wurde oft von Kindern („Scheidejungen“) oder Berginvaliden verrichtet.
- Scheidejunge: Lehrling, der in der Aufbereitung des Bergwerks tätig war und dort seine ersten Erfahrungen für den Beruf des Bergmanns sammelte (auch Klaubejunge oder im Oberharz Pochjunge genannt).
- Scheidestube: Raum zur weiteren Verarbeitung und Aufbereitung der Erze.
- Schicht: Regelmäßige tägliche Arbeitszeit. Sowohl für die Dauer (eine Schicht von 8 Stunden) als auch für das Ende derselben (es ist Schicht, wir machen Schluss!) und die Einordnung (Früh-, Mittag-, Nachtschicht) gebraucht.
- Schichtgebet: Gebet, das die Bergleute zu ihrer Erbauung vor der Einfahrt und nach der Ausfahrt beteten. Wird auch Berggebet, Grubengebet, Bergmannsgebet, Morgengebet, auch Anfahrgebet oder Einfahrtsgebet genannt.
- Schichtmeister: Bergbeamter, der als Rechnungsführer des Bergwerks vereidigt war.

- Schießen: Sprengen unter Tage.

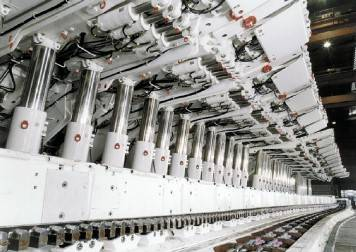
Schildausbau mit Kettenförderer

- Schießdraht: Weiß isolierter 0,7 mm Eisendraht zur Verbindung der am Stoß fest verlegten roten Zündleitung mit den verkuppelten Zünderdrähten. Gerne als universeller Bindedraht missbraucht.
- Schießhauer: Ein Bergmann, der unter Tage auf Anweisung Schießarbeiten durchführen darf.
- Schießmeister: Ein Bergmann, der unter Tage ausschließlich mit Schießarbeiten beschäftigt wird und nicht im Gedinge stehen darf.
- Schildausbau: ein hydraulisches System zum Strebausbau im untertägigen Kohlebergbau.
- Schlägel: Hammer zum Eintreiben des Bergeisens.
- Schlagdraht: durch den Abbau gezogener Draht oder Drahtseil, als Notaus bzw. Signalgerät (siehe auch Schachthammer).
- Schlagwetter: Explosionsfähiges Gasgemisch aus Methan und Sauerstoff.
- Schlagwetterexplosion: Explosion von schlagenden Wettern.
- Schlechten: Natürliche Trennflächen des Flözkörpers. Sie treten hauptsächlich in Steinkohlenflözen, aber auch in der oberbayerischen Pechkohle auf.
- Schleichwetter: Kleine, unkontrollierte Wetterströme, die durch abgeworfene Grubenbaue streichen und potentiell gefährlich sind.
- Schlepper: Bergmann, der vorwiegend zur Förderung (Schleppen, Trecken) der Hunte eingesetzt wurde. In der Regel wurden Lehrlinge in ihrer Anfangszeit als „Treckejungen“ eingesetzt.
- Schlepptrog: Hölzernes Fördergefäß, das man früher im Bergbau zur Förderung der hereingewonnenen Mineralien verwendet hat.
- Schleuderversatz: Versatzverfahren, bei dem das Versatzmaterial per Förderband zum Versatzort gefördert und dort mit einem schnell laufenden Schleuderband in den zu füllenden Grubenhohlraum geschleudert wird.
- Schneidende Gewinnung: dieser Begriff steht für eine kontinuierlich arbeitende bergmännische Gewinnungsmethode, bei der die anstehenden Rohstoffe mittels Gewinnungsmaschinen schneidend oder schrämend aus dem Gebirgsverband herausgelöst werden.
- Schneidkopf: Gewinnungswerkzeug an Teilschnittmaschinen oder Continuous Minern.
- Schöpfbau Auch als Schöpfwerk bezeichnet ist eine Verlaugungskammer oder ein Laugwerk, das ohne unteren Soleabfluss gebaut und betrieben wird.
- Schrämen: Einen Schram herstellen.
- Schrämeisen: Gezähe für die manuelle Schrämarbeit, wird zusammen mit dem Schrämspieß eingesetzt.
- Schrämkette: Umlaufende Gliederkette an Schrämmaschinen und Continuous Minern alter Bauart.
- Schrämklein: Beim Schrämen anfallende Kohlenstücke mit unterschiedlicher Korngröße.
- Schrämkrone: An Säulen-Schrämmaschinen eingesetztes Werkzeug, zur Erzeugung der Schram.
- Schrämmaschine: Gerät im Bergbau und Steinbrüchen zur Erzeugung eines Schrams.
- Schrämspieß: Gezähe für die manuelle Schrämarbeit, wird insbesondere zum Ausputzen der Ecken verwendet.
- Schrämstange: Schrämwerkzeug, das im Bergbau zum maschinellen Schrämen eingesetzt wurde.
- Schrämwalze: Walzenförmiger Werkzeugträger beim Walzenschrämlader.
- Schrotzimmerung: Schachtausbau aus direkt übereinander gelegten Gevierten. Wird auch Schrottzimmerung, Vollschrotausbau, ganze Schrotzimmerung oder einfach nur ganzer Schrot genannt.
- Schurf oder Schürfen: Aufsuchen einer Lagerstätte durch Aufdecken nahe der Erdoberfläche, aber auch durch Grubenbaue und Bohrlöcher.
- Schürfarbeit: Im Bergbau sämtliche zum Schürfen gehörenden oder erforderlichen Arbeiten.
- Schürfschein: Amtlicher Erlaubnisschein, der dem Inhaber das Aufsuchen von Lagerstätten erlaubt. Offizieller Begriff: Aufsuchungserlaubnis.
- Schüttelrutsche: Ein Abbaufördermittel im Kohlebergbau. Rinnenförmige Bleche werden langsam vor- und schnell zurückbewegt, dadurch rutscht die Kohle in Richtung Fußstrecke.
- Schwenkbühne, auch Schwingbühne: dient im Füllort zum Ausgleich des Unterschiedes zwischen Förderkorb und Sohle
- Seife (auch „Saife“ oder „Saiffe“): Lagerstätte (meist Erzlagerstätte), in der verwitterte erzhaltige Gebirgsmassen durch Wasser im Oberlauf von Flüssen und Bächen abgelagert wurden.
- Seiger (auch saiger): senk-, lotrecht.
- Seigerriss (auch Saigerriss): zeichnerische Projektion eines Bergwerkes, Vertikalschnitt
- Seilbruch: Durchreißen eines Förderseiles aufgrund von Materialermüdung oder Überlastung.
- Seileinband (auch Seilendverbindung): Konstruktion, die Förderseile oder andere Drahtseile mit Konstruktionsteilen oder anderen Festpunkten verbindet.
- Seilfahrt: Ein- und Ausfahrt der Bergleute in dem am Seil hängenden Förderkorb.
- Seilgewichtsausgleich: In der Schachtfördertechnik Vorkehrungen und Konstruktionen, die dazu dienen, das Totgewicht des überhängenden Förderseiles zu minimieren oder möglichst auszugleichen.
- Seilkorb: Vorrichtung an der Fördermaschine, auf der das Förderseil aufgewickelt wird.
- Seilrutsch: Rutschen des Förderseils auf der Treibscheibe, das vorwiegend bei starkem Anfahren oder scharfem Abbremsen auftreten kann. Siehe Koepeförderung.
- Seilscheibe: Technisches Bauteil für Förderanlagen.
- Seilscheibenbühne: Maschinentechnische Konstruktion, die zur Aufnahme und zur Lagerung der Seilscheiben dient.

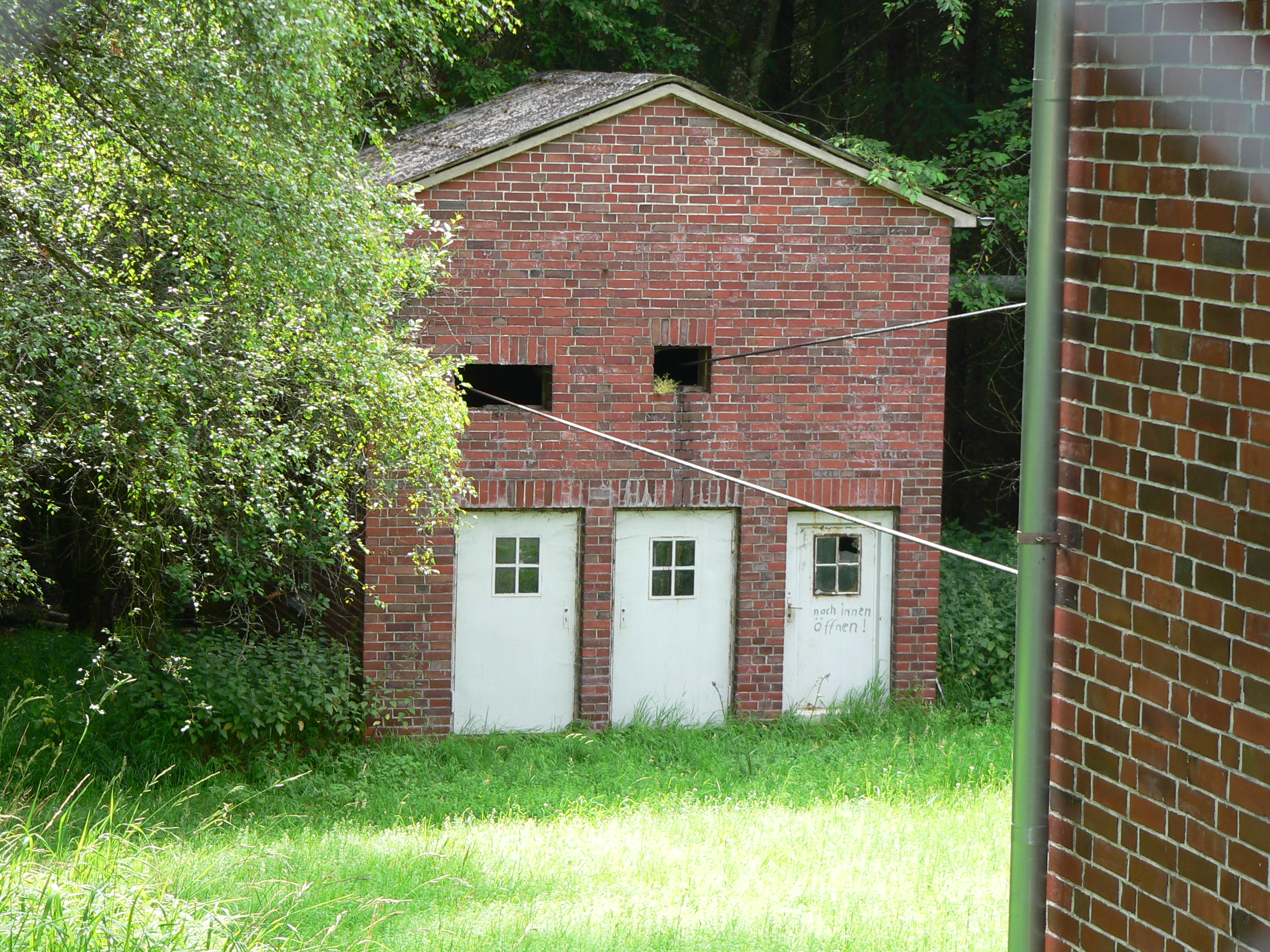
Seilscheibenhaus

- Seilscheibenhaus (österr.): Ein Häuschen über einem Tagschacht, das die Seilscheiben für das Förderseil enthält. Ein Seilscheibenhaus wird statt eines Förderturms verwendet, wenn sich die Hängebank unter und die Fördermaschine über Tage befindet.
- Seilsicherheit: Sicherheitsfaktor bei Förderseilen.
- Seilträger: Teil der Fördermaschine, mit dem das Förderseil bewegt wird. Siehe auch Treibscheibe.
- Seilwandern: Verlaufen des Förderseiles auf der Treibscheibe, ohne zu rutschen.
- Seitenkipplader: Lademaschine zum Heben und Bewegen von Haufwerk.
- Senken: Ist das Hereingewinnen der hochgequollenen Streckensohle, es dient zur Aufrechterhaltung bzw. Wiederherstellung der notwendigen Streckenhöhe.
- Senkstütze: Nachgiebiges Stützelement, das anstelle der stoßseitigen Ausbausegmente eingesetzt wird.
- Shuttle Car: Selbstentladendes Gleislosfahrzeug, das zur diskontinuierlichen Förderung von hereingewonnenen Mineralien eingesetzt wird, siehe Pendelwagen
- Sicherheitssteiger: Sicherheitsingenieur im Bergbau.
- Sinkwerk: Untertägiger Hohlraum, in dem Salz durch Auslaugen mit Süßwasser gewonnen wird.
- Skip: kastenförmiges Fördergefäß für loses Gut.
- Sole: wässrige Steinsalzlösung mit einer Dichte von 1,204 g/cm3 und einen NaCl-Gehalt von 26,4 % (318 g/l). Natürliche Sole ist meist untersättigt. Sie wird durch Anbohrung unterirdischer Solevorkommen oder aus Salzlagerstätten bergmännisch oder durch kontrollierte Bohrlochsolung gewonnen und auch durch Auflösen von bergmännisch gefördertem Steinsalz (künstliche Sole) hergestellt. Die gewonnene Rohsole ist im Allgemeinen für die weitere Verarbeitung nicht rein genug und daher vor ihrem Einsatz einer chemischen Reinigung zu unterziehen.
- Sohle: 1. die Gesamtheit aller in einer Ebene gelegenen Teile eines Bergwerkes;
2. untere Begrenzungsfläche eines Grubenbaus, z. B. einer Strecke.
- Sohlenabstand: Seigerer oder flacher Abstand zwischen den einzelnen Sohlen eines Bergwerks.
- Sohlensenklader: Bergmännische Arbeitsmaschine, die dazu dient, hochgequollenes Sohlengestein hereinzugewinnen.
- Söhlig: horizontal, waagerecht.
- Sohlholz: Holz als Unterlage auf der Sohle eines Grubenbaus unter Ausbauten.
- Spitzeisen, Eisen, Bergeisen: Meißelartiges Werkzeug, das mit einem Stiel gehalten wird. Es gehört zum historischen Gezähe „Schlägel und Eisen“.
- Spreize: Holz zur Versteifung anderer Holzeinbauten, z. B. einer Vollverzimmerung. Auch Bezeichnung für kurzfristig eingebauter Stempel einer „verlorenen“ Zimmerung.
- Spülversatz: Versatzverfahren, bei dem das Versatzmaterial aus festen Rückständen der Aufbereitung und anhaftender Transportlösung besteht und hydraulisch über Rohrleitungen von über Tage zu den Grubenhohlräumen transportiert wird. Die zum größten Teil wieder aus dem Versatzmassiv drainierende Transportlösung wird in speziellen Sammelbecken gesammelt und wiederverwendet.
- Stapelräume: sind untertägige Hohlräume, in denen flüssige Rückstände aus der Rohstoffaufbereitung oder dem Bergwerk zutretende Lösungen deponiert werden.
- Stapelversatz: Versatzverfahren, bei dem der Transport, Umschlag und Einbau des Versatzmaterials in Gebinden (z. B. in Big-Bags) erfolgt und die Grubenhohlräume damit verfüllt werden.
- Starrer Bogenausbau: Teilelliptischer starrer Streckenausbau aus einzelnen Ausbausegmenten, der im Bergbau unter Tage verwendet wird.
- Staubbindeverfahren: Maßnahme zur Bekämpfung von abgelagertem explosionsgefährlichem Kohlenstaub.
- Steiger: Grubenaufseher, Bergingenieur, Bergbeamter.
- Steigbaum oder Fahrbaum: Meist kurze Aufstiegshilfe aus einem ganzen Rundholz mit eingeschnittenen Trittstufen.
- Steinkohlensage: Sage über die Entdeckung der Steinkohle im Ruhrgebiet.
- Stempel: Stütze aus Holz oder Metall zum Abstützen des Gebirges, siehe Grubenstempel
- Stockwerksbau: Abbauverfahren, das in Lagerstätten angewendet wird, in denen die Mineralien unregelmäßig in der Gebirgsmasse verteilt sind.
- Stollen: annähernd horizontale Strecke mit einem Mundloch an der Tagesoberfläche. In Sachsen, dem Erzgebirge, vor allem in Eigennamen und traditionell wird auch Stolln geschrieben.

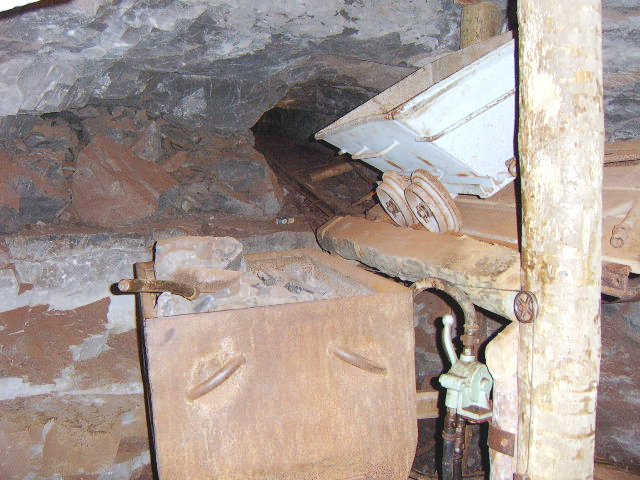
Sturzbühne im Mansfelder Kupferschieferbergbau

- Stoß, Ulme: seitliche Begrenzungsfläche eines Grubenbaus (z. B. Seitenwand einer Strecke).
- Stoßbau: Abbauverfahren, bei dem mehrere zueinander versetzte Abbaustöße in Verhieb genommen werden.
- Störung: Trennfläche im Gebirge, an der z. B. eine Verschiebung von Gesteinsschollen stattgefunden hat.
- Strebausbau: Ausbau beim Strebbau.
- Strebbau: Untertage-Abbauverfahren, bei dem der Abbauraum im Flöz weiterrückt.
- Strecke: horizontaler Grubenbau innerhalb des Grubengebäudes
- Streckenauffahrung: Erstellen eines horizontalen oder geneigten Grubenbaus.
- Streckenausbau: Ausbau in untertägigen Strecken.
- Streckenbegleitdamm: Untertägiges Bauwerk, das in den Abbaustrecken dazu dient, den Streckensaum gegen den Alten Mann zu sichern.
- Streckenförderung: horizontale Bewegung von Materialien, mineralischen Rohstoffen, Produkten und Versatz in Strecken und Stollen.
- Streckensaum: seitliche Begrenzung einer Abbaustrecke zum Flöz und zum Alten Mann hin
- Streichen: Verlauf einer flächigen Lagerstätte (Flöz oder Gang) in horizontaler Richtung, rechtwinklig zum Fallen. Entspricht dem Verlauf einer Höhenlinie.
- Strosse: Beim Strossenbau (z. B. in einem Erzgang) das unterhalb des Abbauhohlraums anstehende Mineral, das demnächst abzubauen ist. Auch Synonym für Sohle (2.).
- Strossenbau: Älteste Abbaumethode für den Gangerzbergbau und das typische Abbauverfahren vor dem 16. Jahrhundert. Das Verfahren wurde oft angewendet, um vom Tagebau zum Tiefbau überzugehen.
- Stufe: Kleines Gesteinsstück, insbesondere Erzstufe.
- Stunde: Die horizontale Richtung (weist auf eine ursprüngliche Bedeutung des Wortes als Richtung, in der die Sonne steht). Der Grubenkompass war in 2 * 12 Stunden geteilt, gegenläufig von Nord nach Süd.
- Stundung (Bergbau): Die (zeitweise/vorübergehende) Stilllegung eines Grubenbaues.
- Sturzbühne: Im Mansfelder Kupferschieferbergbau angewandte Methode des Umladens vom Strebhunt in den Förderwagen.
- Sumpfstrecke: Strecke, die als Sammelraum für das anfallende Grubenwasser verwendet wird.
- Sümpfen: Absenkung des Grundwasserspiegels, Trockenlegung überfluteter (ersoffener) Grubenbaue.

## T

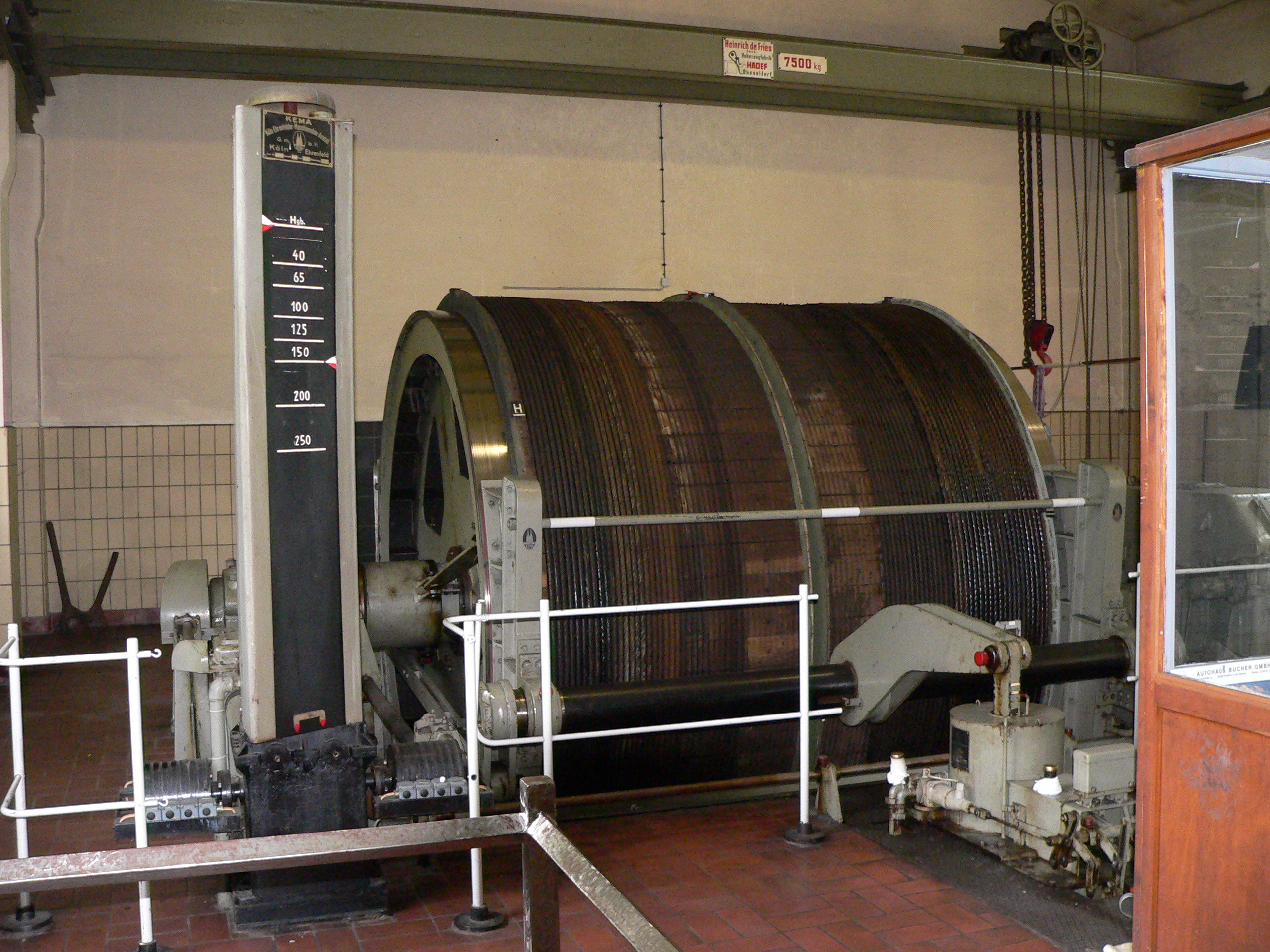
Fördermaschine für Trommelförderung

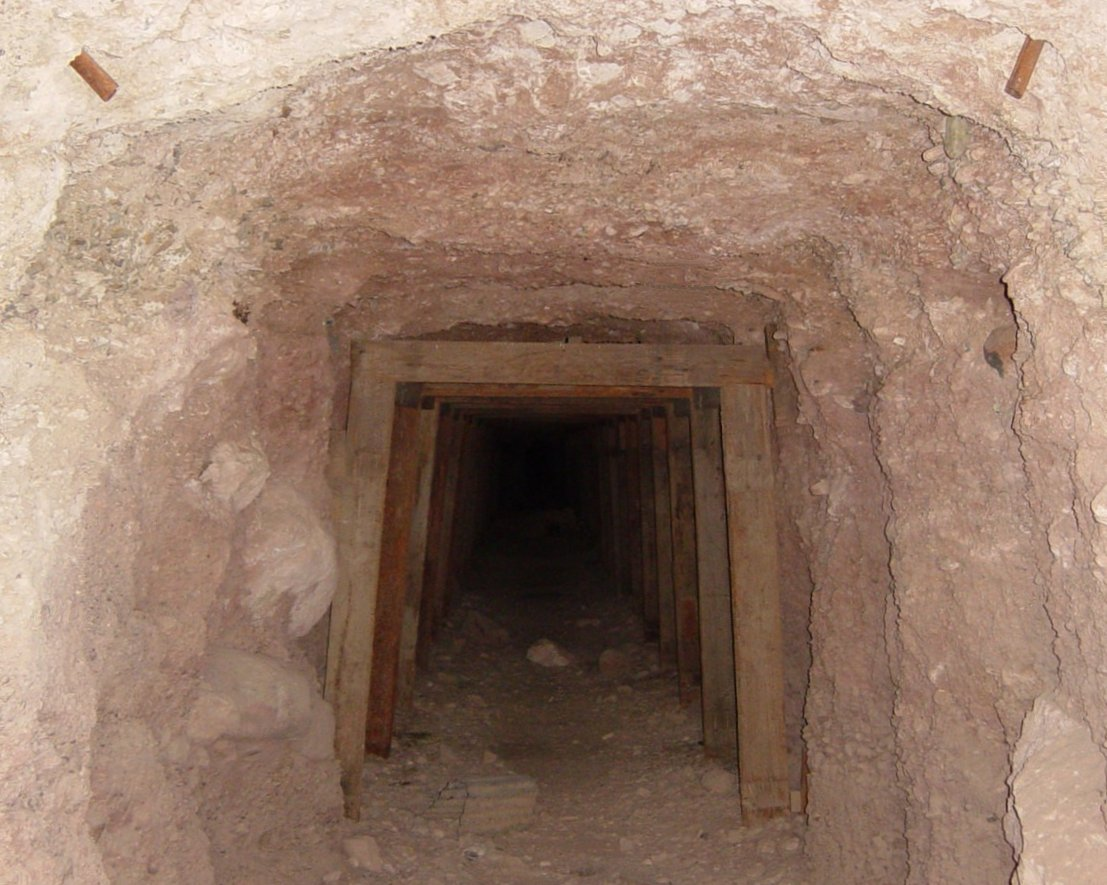
Türstockausbau

- Tag (über Tage, am Tage): Erdoberfläche, von der aus das Tageslicht sichtbar ist.
- Tagebau: Abbau des Nutzminerals von über Tage aus. Siehe Tiefbau.
- Tagesbruch: Verbruch der sich bis zur Tagesoberfläche durchschlägt.
- Tageszeche: die Tagesförderung eines Reviers oder auch des ganzen Werkes
- Tagesschacht: Siehe Schacht (Bergbau).
- taub: Ein Lagerstättenteil, der keine abbauwürdigen Mineralien enthält.
- Teckel: Sonderwagen für die Materialförderung von Langmaterialien wie z. B. Rohre oder Grubenholz.
- Teufe: Die Tiefe eines Schachtes oder einer Sohle.
- Teufen: Herstellen eines Schachtes von oben nach unten, siehe Abteufen.
- Tiefbau: Abbau unter Tage. Gegensatz: Tagebau.
- Tonnlägig: Ein Schacht, der nicht senkrecht ins Bergwerk führt; die Fördertonne liegt auf einer Bohlenbahn auf. Tonnlägige Schächte folgten im Gangerzbergbau dem von der Vertikalen abweichenden Einfallen des Ganges. Gegensatz: Seigerschacht.
- Toter Mann siehe dort
- Totlast: In der Fördertechnik die Last, die aus dem Gesamtgewicht der zur Förderung erforderlichen Fördermittel gebildet wird.
- Totsöhlig: absolut söhlig, horizontal, ohne Gefälle zum Abführen des Wassers
- Tradde: Entschädigung bei Bergschäden.
- Tränkverfahren: Verfahren, bei dem mittels in die Kohle eingepresstem Wasser eine teilweise Staubbindung erreicht wird.
- Tragstempel: Stempel, welcher ein höheres Stück der Schachtzimmerung zu tragen hat, z. B. die vier Eckstempel zwischen zwei Schachtgevieren.
- Tragwerk: mit einem hölzernen Gerüst künstlich angehobene Stollensohle, unter der Wasser abfließen kann. Dadurch entsteht ein ebener und trockener Weg zur Fahrung und Förderung. Ein „offenes Tragwerk“ hat nur so viele Pfosten, wie zur Fahrung unbedingt notwendig sind. Bei einem „geschlossenen Tragwerk“ ist die gesamte Streckenbreite überbaut.
- treiben: die Schachtförderung bedienen; einen Förderkorb in Bewegung setzen.
- Treibofen: Vorrichtung zur kontrollierten Wärmeerzeugung, die zur Trennung von Silber und Blei dient (Treibeverfahren).
- Treibscheibe: Seilträger, bei dem die Energie der Antriebsmaschine mittels Reibschluss auf das Förderseil übertragen wird.
- Treibscheibenförderung: Schachtförderanlage, die nach ihrem Erfinder Carl Friedrich Koepe, auch Koepe-Förderung genannt wird. Hierbei wird eine Treibscheibe als Seilträger benutzt. Die zwei sich gegenläufig bewegenden Förderkörbe hängen an den beiden Enden des Förderseiles.
- Trockenabbau (Lockergestein): Form des Abbaus von Lockergestein oberhalb des Grundwasserspiegels.
- Trockenversatz: ist das Einbringen trockener Rückstände mittels verschiedener maschineller Verfahren in die vorhandenen Grubenhohlräume.
- Trommelfördermaschine: Fördermaschine, bei der das Förderseil auf eine Trommel gewickelt wird (Haspel). Im Regelfall sind zwei Seiltrommeln auf einer Welle verbunden, so dass ein Seil auf- und das andere abgewickelt wird.
- Trum (Bergbau): Vertikal abgetrennter Teil eines Schachtes, z. B. Fahr-, Förder-, Rohrleitungstrum.
- Trum (Geologie): Von einem Gang abgetrennter Zweig des Ganges.
- Tscherperessen: Rustikales Bergmannsessen, insbesondere im Harz.
- Tummelbau: Abbauverfahren beim Braunkohlenbergbau mit bienenkorbförmigen Weitungen, sogenannten Tummel, das aufgrund seiner Gefährlichkeit im 19. Jahrhundert im deutschen Bergbau verboten wurde.
- Tunnelbrust: Begriff aus dem Tunnelbau: Ort einer im Bau befindlichen Tunnelstrecke, an dem der Tunnel vorwärtsgetrieben wird.
- Tübbing: Segmente aus Gusseisen oder Stahl, die zum wasserdichten Ausbauen von Schächten bei nicht standfesten Nebengebirgen dienen.
- Türstock: Ausbaukonstruktion, bestehend aus einer Kappe mit zwei unterstützenden Stempeln.

## U
- Überhauen: nach oben aufgefahrener Grubenbau im Einfallen des Ganges
- Überschar (auch Oberschar): Eine von zwei oder mehreren Grubenfeldern eingeschlossene, im Bergfreien befindliche Fläche. Sie kann nicht verliehen werden, weil sie nicht die gesetzlich vorgeschriebene Minimalabmessung eines Grubenfeldes aufweist. Oder ihre Begrenzung ist so unregelmäßig, dass eine Vermessung als Grubenfeld unmöglich ist.
- Überschwung (österr.): Gürtel, Teil der Bergmannskleidung.
- über Tage (österr.: ober Tage, früher auch „übertage“): alles „an der Sonne“, also nicht der Grubenbetrieb.
- Übertreiben: Vorbeifahren der Fördermittel über die Endanschläge hinaus.
- Übertreibsicherung: Dient dazu, das Fördermittel abzubremsen, damit es beim Übertreiben möglichst vor dem Prellträger zum Stehen kommt.
- Ulme (auch Wange): Seitliche Begrenzung eines Grubenbaues (siehe Stoß).
- umbauen: eine durch Gebirgsdruck deformierte Strecke wieder auf den ursprünglichen Querschnitt bringen. Bergleute, die diese Aufgabe hatten, hießen Umbauhauer.
- Umbruch: seitwärts aufgefahrenes, bogenförmiges Nebenort zur Umgehung eines Bruches, eines Schachtes oder zur Aufnahme einer Weiche für die Grubenbahn.
- Unschlitt: minderwertiger Rindertalg als Brennmaterial für mittelalterliche Grubenlampen.
- Unterirdischer Pferdestall: Zu den großen Grubenbauen zählender Raum, der in tiefen Bergwerken mit Pferdeförderung als Unterstand für die Grubenpferde genutzt wird.
- unter Tage (früher auch „untertage“): alles im „Loch“, also unter der Erdoberfläche, seien es Stollen, Strecken, Schächte oder Tunnel.
- Unterbank: Unterer Teil eines zweiteiligen Flözes.
- Unterwerksbau: Abbau unterhalb der tiefsten Sohle.

## V
- Verbolzung: Axiale Verkettung des Streckenausbaus um die Einzelbaue gegen eine Schubwirkung in Längsrichtung zu sichern.
- Verbrechen: Einbrechen oder Einstürzen und damit Unbrauchbarmachen eines Grubenbaus.
- Verbundbergwerk: Entsteht durch Zusammenlegung mehrerer Bergwerke.
- Verhieb: Gleichbedeutend zu Abbau
- Verhieb: Art und Weise wie ein in Angriff genommener Abbaustoss abgebaut wird.

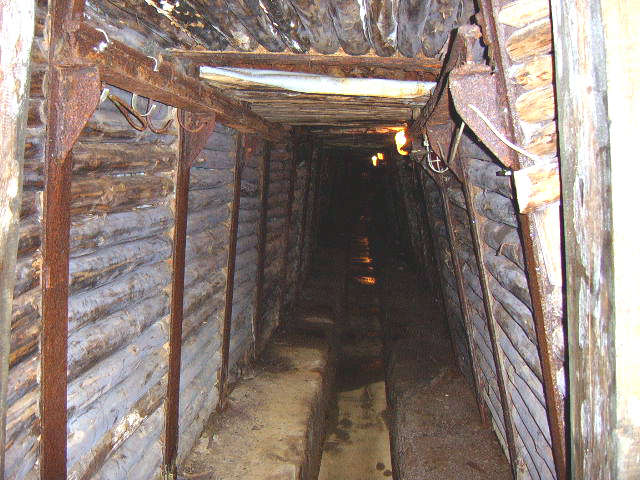
Stahlausbau mit Verzug

- Verkippen, Verstürzen: Im Tagebau das Absetzen des Abraumes.
- Verleihung: Zueignung von Bergwerkseigentum durch den Landesherrn.

- Verritzen: Beginn des Abbaus einer Lagerstätte, insbesondere eines Kohleflözes (siehe auch Aufschließen, Auffahren).
- Versatz: Verfüllung eines durch den Abbau entstandenen Hohlraums mit Bergen (Bergeversatz).
- Versenkung: Verfahren, um Abwässer in den Plattendolomit zu entsorgen.
- Verspünden (sächl.): Wasserdichtes Abdämmen einer Strecke durch einen Ziegel- oder Betondamm, früher auch Zimmerwerk.
- Versteckvorrichtung: Maschinelle Vorrichtung, die es bei Doppeltrommelfördermaschinen und Doppelbobinenfördermaschinen ermöglicht, die Verbindung zwischen dem Seilträger und der Antriebswelle wahlweise zu trennen oder zu verbinden.
- Verstufung: Bergrechtlicher Vorgang, durch den sich der Stöllner sämtliche Rechte an dem bisher aufgefahrenen Stollen gegen etwaige Ansprüche neuer Muter sicherte. Der Markscheider setzte ein Verstufungszeichen.
- Vertonnung: hölzerne Auskleidung des Liegenden eines tonnlägigen Schachtes, um die Förderung zu vereinfachen und den Verschleiß am Fördergefäß („Tonne“) zu verringern.
- Verwahrung, verwahren: Sicherung der Hohlräume eines stillgelegten (aufgelassenen) Bergwerkes gegen Tagesbrüche oder Bergschäden sowie gegen unbefugtes Betreten.
- verzimmern: einen Grubenbau mit einem hölzernen Ausbau versehen.
- Verzug: Auskleidung der Zwischenräume beim Streckenausbau.
- Vorbau: Form der Abbauführung, bei der der Abbau in die Richtung der Abbaugrenze der jeweiligen Bauhöhe geführt wird.
- Vorflut: natürlicher Bach oder Fluss sowie künstlich geschaffene Möglichkeit (Kanal, Pumpwerk), um Wasser (auch Abwasser) abzuführen.
- Vorrichtung: Nach erfolgter Ausrichtung die Vorbereitung des Abbaus durch Erschließen der Lagerstätte und den Einbau von Gewinnungs- und Fördereinrichtungen.
- Vortrieb: eine Strecke → auffahren.

## W

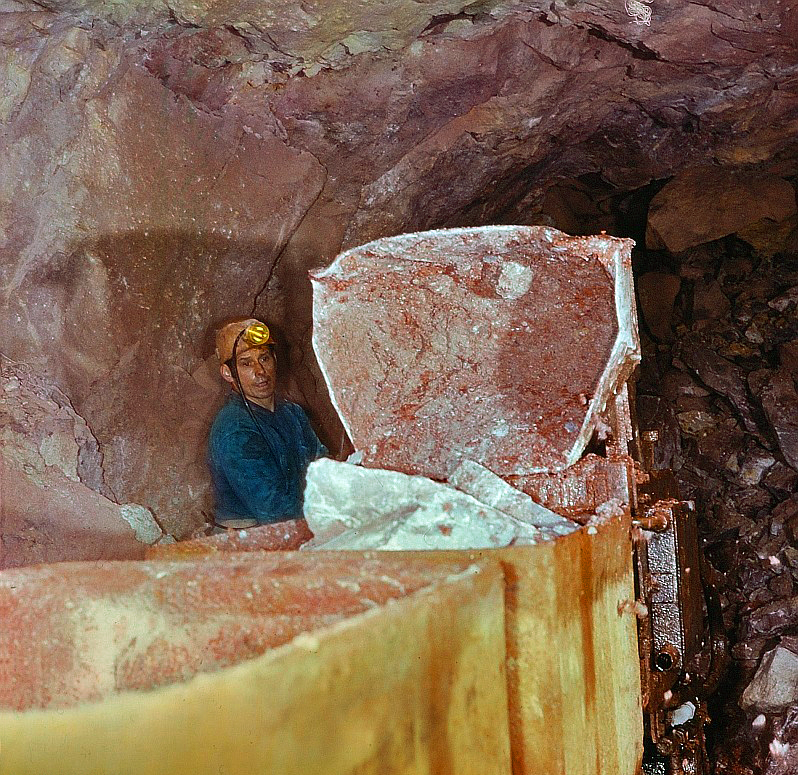
Wurfschaufellader

- Waltworcht(en): Historischer Begriff aus dem sächsischen Montanwesen für einen Hüttenbetreiber. Dieser stellte in seinem Schmelzbetrieb aus Erzkonzentrat Rohsilber (sog. → „Blicksilber“) her und verkaufte es an den → Brenngaden. Den daraus erzielten Gewinn investierte er in seinen Hüttenbetrieb, u. a. zur Entlohnung seiner Hüttenarbeiter, zum Kauf von Brenn- und Verbrauchsmaterial und zum erneuten Ankauf von Erzkonzentrat.[8]
- Walzenlader: Maschine zur schneidenden Gewinnung von Steinkohle und Erz
- Wandrutenzimmerung: Ein Schachtausbau, der aus langen starken Hölzern, den Wandruten hergestellt wird.
- Warme Arbeit: Wenn die Temperatur am Arbeitsplatz mehr als 28 °C beträgt, wird die Arbeitszeit auf 7 Stunden verringert.
- Waschkaue: große Halle, bestehend aus → Schwarz- und Weißkaue und den Duschen, zum Umkleiden vor und nach der → Schicht.
- Wasserhaltung: Anlagen und Maßnahmen zum Abführen des einer Grube zufließenden Wassers
- Wasserhaltungsmaschine: Maschine, mit deren Hilfe das im Grubengebäude anfallende Grubenwasser abgeführt werden kann.
- Wasserknecht: Bergmann, der für die Wasserhaltung des Bergwerks zuständig war.
- Wasserlösung: Abführen von Wasser, z. B. durch Wasserlösungsstollen. Siehe Wasserhaltung.
- Wassersäulenmaschine: Maschine, die durch Wasserkraft angetrieben wurde und zum Betrieb der Pumpen diente.
- Wassertrogsperre: Selbstständiges Schutzsystem aus wassergefüllten Trögen, das dem Explosionsschutz dient.
- Wassertrommel: Bewetterungsmaschine, bei der der Sog des herabfallenden Wassers zur Bewetterung genutzt wurde.
- Wehr: Flächenmaß im frühen Bergbau mit den Abmessungen 14 Lachter Länge und sieben Lachter Breite.
- Weiberarsch: Umgangssprachliche Bezeichnung einer → Pfannenschaufel (regional).
- Wendelstrecke, (auch kurz:) Wendel: Spiralförmige Rampe zwischen den einzelnen (Teil-)Sohlen eines Bergwerks.
- Wetter: Gesamtheit aller Gase im Bergwerk.
- Wetterblende: Wettertechnisches Bauwerk, das zur Wetterregulierung dient.
- Wettergardine: Konstruktion aus Segelleinen oder anderen flexiblen Materialien, die zur provisorischen Wetterregulierung dient.
- Wettergeschwindigkeit: Strömungsgeschwindigkeit der Wetter in einem Grubenbau oder einer Lutte.
- Wetterhut: Konstruktion zur Bewetterung kleiner Bergwerke.
- Wetterkanal: Verbindungskanal zwischen dem Hauptgrubenlüfter und dem ausziehenden Wetterschacht.
- Wetterkreuz: Wettertechnisches Bauwerk, das zur Wettertrennung von Frisch- und Abwettern verwendet wird. Es wird auch als Wetterbrücke bezeichnet.
- Wetterkurzschluss: Durch Undichtigkeiten der Wetterbauwerke oder ungenügende Trennung der Wetterwege entstehende Verlustwetterströme.
- Wetterkühlmaschine: Maschine, die zur direkten Wetterkühlung der Grubenbaue eingesetzt wird.
- Wetterkühlung Abkühlen von Teilwetterströmen mittels technischer Hilfsmittel und Maschinen.
- Wettermann: Ein Bergmann, der in den einzelnen Grubenbauen die Wettermessungen durchführt.
- Wettermenge: Luftvolumen, das pro Zeitspanne durch die Grube strömt.
- Wettermessung: Qualitative und quantitative Untersuchung der Wetter.
- Wettermeßstelle: Speziell markierter Bereich im Grubengebäude, an denen regelmäßige Wettermessungen durchgeführt werden.
- Wetterofen: Konstruktion zur Erzeugung eines künstlichen Wetterzugs
- Wetterrad: einfache Wettermaschine aus Holz zur Bewetterung der Grubenbaue
- Wettersatz: Maschine, die bis Anfang des 20. Jahrhunderts zur künstlichen Bewetterung eingesetzt wurde.
- Wetterscheider: Wettertechnisches Bauwerk, das in den Grubenbauen die Frisch- von den Abwettern trennt.
- Wettersohle: Sohle, die hauptsächlich der Bewetterung dient.
- Wettertafel: Kontrolltafel unter Tage, auf der die erfolgte Überprüfung der Luftreinheit mit Datum, Uhrzeit und Unterschrift der Kontrollperson vermerkt wird.

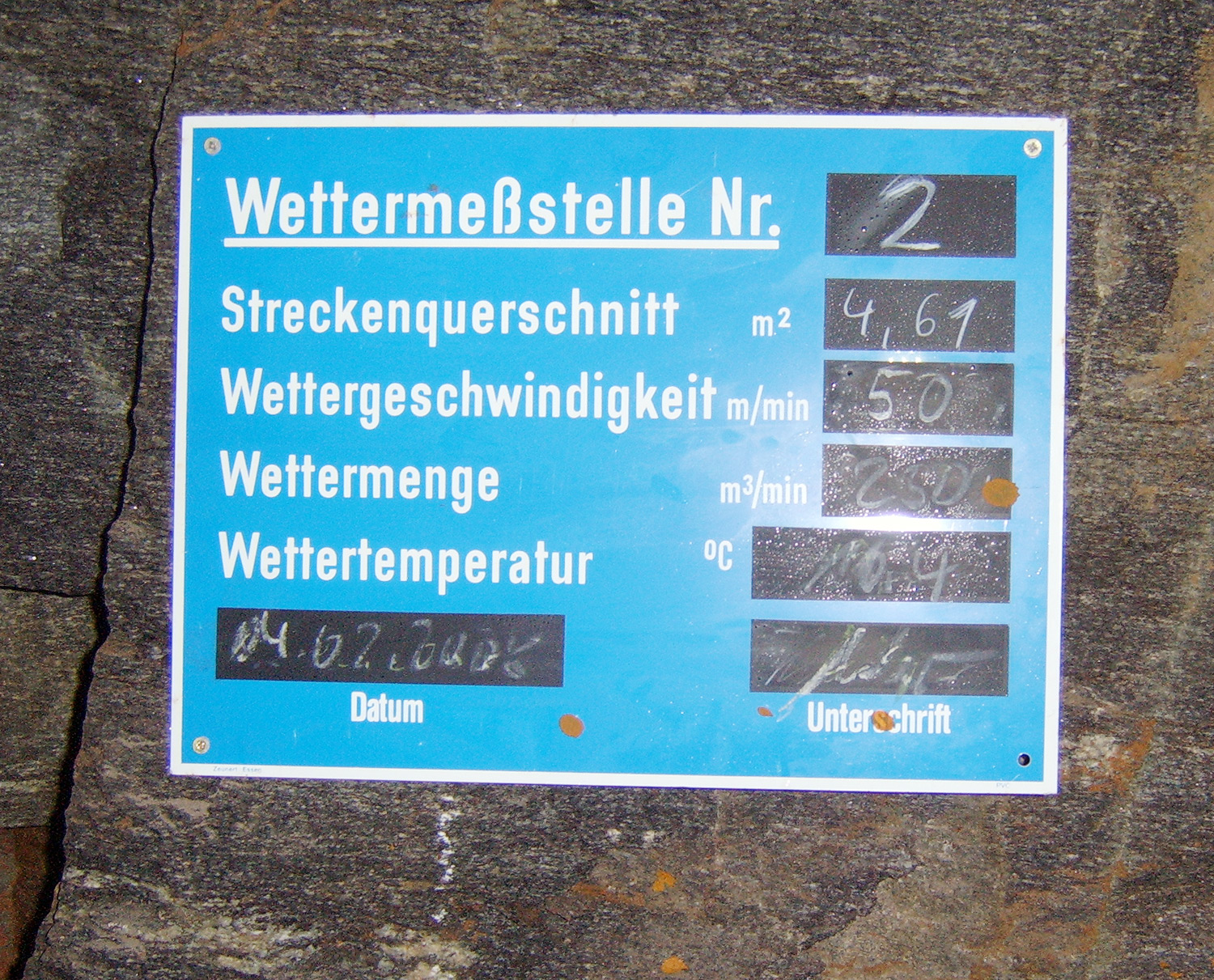
Wettermessstelle in der Grube „Reiche Zeche“

- Wettertonne: Über Schächten aufgestellte geschlitzte Tonne oder ähnliches Konstrukt zur Einleitung äußerer Luftbewegungen in Grubenbauten.
- Wettertür: Wettertechnisches Bauwerk, das im Bergbau unter Tage zur Regulierung des Wetterzuges verwendet wird.
- Wetterwechsel: Jahreszeitlich bedingte Änderung der Wetterrichtung, aber auch Austausch der verbrauchten Luft gegen frische Wetter.
- Wetterzug: Von der Atmosphäre in den Grubenbauen angenommene Luftbewegung.
- Wirbellutte: Speziallutte, die in sonderbewetterten Streckenörtern zur Durchmischung von Wettern dient, auch Coanda-Wirbellutte.
- Wurfschaufellader: Ladegerät, hauptsächlich im Streckenvortrieb. Gleisgebundene oder gleislose Ausführung möglich.

## Z
- Zeche: Anderer Name für Grube, Schachtanlage. Auch: Abrechnung, Tagesförderung. „Zeche machen“: abrechnen.
- Zeche (Wismut AG/SDAG) Sortieranlage im erzgebirgischen Uranerzbergbau.
- Zechenelektriker: Facharbeiter, der im Bergbau mit dem Neuaufbau, der Wartung und der Reparatur der elektrischen Anlagen unter Tage beauftragt war, er wurde auch als Grubenelektriker bezeichnet.
- Zementierverfahren: Verfahren zum Abteufen von Schächten in wasserführenden Schichten.
- Zimmerling: ein Bergmann, der vorwiegend mit Holz- und Ausbauarbeiten beschäftigt war.
- Zimmerung: Gesamtheit der hölzernen Ausbauten eines Bergwerkes.
- Zünderkette: Zusammenschaltung von mehreren elektrischen Zündern, damit diese gleichzeitig gezündet werden.
- zusitzende Wässer: alle in den Grubenbau eindringende Wässer.
- Zwischengeschirr: Verbindungselement zwischen Förderkorb und Förderseil.
- Zwischenmittel: dünne Schichten tauben Gesteins in einem Flöz oder einem Erzlager.

### Wörterbücher und Lexika
- Heinrich Veith: Deutsches Bergwörterbuch. Breslau 1870/1871 (Reprint: Vaduz 2008, ISBN 978-3-253-01964-7)
- Walter Bischoff, Heinz Bramann, Westfälische Berggewerkschaftskasse Bochum: Das kleine Bergbaulexikon. 7. Auflage. Verlag Glückauf, Essen 1988, ISBN 3-7739-0501-7.
- Ernst-Ulrich Reuther: Einführung in den Bergbau. 1. Auflage. Verlag Glückauf, Essen 1982, ISBN 3-7739-0390-1.
- Fritz Heise, Fr. Herbst, Carl Hellmut Fritzsche: Lehrbuch der Bergbaukunde, mit besonderer Berücksichtigung des Steinkohlenbergbaues. 8. und 9. völlig neubearbeitete Auflage. Springer-Verlag, Berlin / Göttingen / Heidelberg 1958.

### Fach- und Lehrbücher, Aufsätze
- Georg Agricola: De Re Metallica Libri XII. Zwölf Bücher vom Berg- und Hüttenwesen. unveränderter Nachdruck der Erstausgabe des VDI-Verlags 1928. Marixverlag, Wiesbaden 2006, ISBN 3-86539-097-8 (Latein: De re metallica libri XII.).
- G. Leithold u. a.: Taschenbuch für den Bergmann. Band III: Tiefbau. Hrsg.: Kammer der Technik, Fachverband Bergbau. Deutscher Verlag für Grundstoffindustrie, Leipzig 1962.
- S. Lentzsch: Die Holzfunde aus den hochmittelalterlichen Silberbergwerken von Dippoldiswalde. Dresden 2013 (nicht publizierte Magisterarbeit).
- Ilpo Tapani Piirainen: Geschichte der deutschen Bergbausprache. In: Anschnitt. Zeitschrift für Kunst und Kultur im Bergbau. 46 (1994) Nr. 6, S. 202–206.
- Henry Rauche: Die Kaliindustrie im 21. Jahrhundert. Stand der Technik bei der Rohstoffgewinnung und der Rohstoffaufbereitung sowie bei der Entsorgung der dabei anfallenden Rückstände. Springer-Verlag, Berlin / Heidelberg 2015, ISBN 978-3-662-46833-3.
- H. Schneiderhöhn: Erzlagerstätten. VEB Gustav Fischer Verlag, Jena 1955.
- Gottfried Schulte, Wilhelm Löhr: Markscheidekunde für Bergschulen und den praktischen Gebrauch. 2., verbesserte Auflage. Springer-Verlag, Berlin 1941.
- Horst Roschlau, Wolfram Heintze: Wissensspeicher Bergbautechnologie. Hrsg.: SDAG Wismut. 1. Auflage. Deutscher Verlag für Grundstoffindustrie, Leipzig 1974.
- Kurt Hoffmann u. a.: Fachkunde für den Steinkohlenbergbau. Band 1. Volk und Wissen, Berlin 1952.
- Erich Lewien, Peter Hartmann: Technologie des Bergbaues. Hrsg.: Hochschule der Deutschen Gewerkschaften „Fritz Heckert“. Fachbuchverlag, Leipzig 1958.
- Б. В. Бокий: Bergbaukunde. Technik, Berlin 1955 (russisch: Горное дело. Übersetzt von R. Staepken).
- E. Göpfert: Die Bergmannssprache in der Sarepta des Johann Mathesius. In: Zeitschrift für deutsche Wortforschung 3, 1902, Beiheft.

### Regionale Literatur
- Verzeichniß bergmännischer Ausdrücke, welche beim sächsischen Bergbaue in Gebrauch sind. Beilage zur Sächsischen Bergwerks-Zeitung Nr. 12, 1852 (LINK)
- Autorenkollektiv: Von den Brückenbergschächten zum VEB Steinkohlenwerk Karl Marx Zwickau 1859–1959. (Betriebschronik). Druckerei Fortschritt, Erfurt 1960.
- Autorenkollektiv: Der Steinkohlenbergbau im Zwickauer Revier. Hrsg.: Steinkohlenbergbauverein Zwickau e. V. Förster & Borries, Zwickau 2000, ISBN 3-00-006207-6.
- Bayer: Die Himmelfahrt Fundgrube - ein Führer durch das Lehr- und Besucherbergwerk der TU Bergakademie Freiberg. Eigenverlag, Freiberg 1994.
- Rolf Vogel: Das Lugau–Oelsnitzer Steinkohlenrevier. Hrsg.: Förderverein Bergbaumuseum Oelsnitz/Erzgeb. e. V. Hohenstein–Ernstthal 1992.
- Otfried Wagenbreth: Der Freiberger Bergbau. Technische Denkmale und Geschichte. Hrsg.: Eberhard Wächtler. 2. Auflage. Deutscher Verlag für Grundstoffindustrie, Leipzig 1988, ISBN 3-342-00117-8.
- Günter Behnert: Die Schachtziege: Bergmannshumor. Wahre Geschichten aus dem Zwickauer Steinkohlenrevier. Altis, Berlin 1999, ISBN 3-910195-22-9, S. 170–176.
- Regina Smolnik (Hrsg.): Silberrausch und Berggeschrey (Ausstellungskatalog zur Wanderausstellung „Mittelalterlicher Bergbau in Sachsen und Böhmen“, 2014–2016). Beier&Beran, 2014, ISBN 978-3-95741-059-7.

### Historische und Sozialgeschichtliche Bücher
- G. E. Rost: Trachten der Berg- und Hüttenleute im Königreiche Sachsen: nach dem neuesten Reglement mit landschaftlichen Umgebungen aus den verschiedenen Bergamtsrevieren nach der Natur gezeichnet in Kupfer gestochen und treu colorirt. Freiberg 1831.
- Siegfried Sieber: Zur Geschichte des erzgebirgischen Bergbaues. Wilhelm-Knapp-Verlag, Halle (Saale) 1954.
- Eduard Heuchler: Bergmanns Lebenslauf. Eine Erzählung mit Illustrationen für die reifere Jugend. Mit einem Vorwort von Moritz Döring, Verlag Frotscher, Freiberg 1867.
- Christoph Bartels: Das Erzbergwerk Rammelsberg. Hrsg.: Preussag AG Metall. Preussag-AG Metall, Goslar 1988.
- Helmuth Trischler: Steiger im deutschen Bergbau. Zur Sozialgeschichte der technischen Angestellten 1815–1945. Hrsg.: Klaus Tenfelde (= Bergbau und Bergarbeit). C.H. Beck’sche Verlagsbuchhandlung (Oscar Beck), München 1988.
- Klaus Tenfelde, Helmuth Trischler (Hrsg.): Bis vor die Stufen des Throns. Bittschriften und Beschwerden von Bergarbeitern (= Bergbau und Bergarbeit). C.H. Beck’sche Verlagsbuchhandlung (Oscar Beck), München 1986.